# Hình tượng con hổ trong văn hóa
Hình tượng con hổ hay Chúa sơn lâm đã xuất hiện từ lâu đời và gắn bó với lịch sử của loài người. Trong nhiều nền văn hóa khác nhau thế giới, hình ảnh con hổ gợi lên những liên tưởng về sức mạnh, sự thanh thế, oai linh, vẻ đẹp rực rỡ nhưng đầy bí hiểm, sự uyển chuyển với cơ thể vằn vện thấp thoáng lượn sóng cũng như tính hung hãn, thú tính của một dã thú là động vật săn mồi hàng đầu và cũng là một biểu tượng của đẳng cấp chiến binh đồng thời toát lên vẻ đẹp khôi vĩ và sức mạnh. Về bản chất tự nhiên, hổ là dã thú có sức mạnh, to khỏe, nhanh nhẹn, thuần thục về kỹ thuật chiến đấu, thành thạo về kỹ năng săn mồi, loài vật này còn đặc trưng bởi tính hung dữ, táo bạo, liều lĩnh, dám tấn công hay đối địch nhiều thú to khỏe khác cùng với tiếng gầm rống gây khiếp đảm cho muôn loài và còn là động vật tinh khôn từ đó hổ được người ta tôn lên vị trí Chúa tể của rừng núi và coi hổ là con vật linh thiêng.
Đối với nhiều nước châu Á là Châu lục mà loài hổ phân bố thì hổ còn là biểu tượng của sức mạnh, thực lực, uy quyền và tâm linh. Hổ là giống loài dũng mãnh nhất trong muôn thú, là chúa sơn lâm, là hùm thiêng ông mãnh ngự trị tối cao trong rừng già, là linh vật trong 12 con giáp, tượng trưng cho sức mạnh và sự uy linh, trấn giữ cửa ải ngũ phương, chống lại tà ma. Tại đây, hổ được coi là có vị trí thống trị trong giới động vật nên nhân dân ở một số nước phương Đông đã thần thánh hóa loài này với tập tục thờ hổ hay thờ thần hổ đã đi vào tín ngưỡng dân gian của nhiều dân tộc, cộng đồng nhất là ở những chốn rừng núi sâu thẳm thì hổ luôn được thờ phụng, một số dân tộc khác còn tôn thờ hổ như thần giám hộ, nhiều quốc gia trên thế giới sử dụng hình ảnh con hổ là biểu tượng của đất nước, của địa phương, là vật tổ của dân tộc, cộng đồng của mình. Hình ảnh con hổ đã đi sâu vào văn hóa, lịch sử, nghệ thuật như Trung Quốc, Hàn Quốc, Triều Tiên, Việt Nam, Ấn Độ, Nhật Bản, các nước Đông Nam Á khác.
Ở một số nơi khác, trong văn hoá, hổ cũng tượng trưng cho quyền uy, thực lực, sức mạnh, uy mãnh, hung hiểm, và ở một khía cạnh nào đó, những tập tính của hổ được con người thán phục và được hình mẫu với biểu hiện cho các phẩm chất đáng trân quý của con người như sự kiên trì nhẫn nại và ẩn nhẫn dấu mình, do khi quan sát tập tính của nó, người ta thấy hổ còn thể hiện bản chất kiên nhẫn và giỏi chịu đựng vì theo bản năng các con hổ biết khi nào nên nằm yên phục kích con mồi, là bậc thầy về ngụy trang, chúng từ từ tiếp cận con mồi một cách âm thầm từng bước một, tận dụng mọi vật bình phong che chắn để dấu mình, và một khi điều kiện chưa chín muồi, thời cuộc chưa rõ ràng, nó sẽ tránh bộc lộ quá sớm ý đồ của mình, hành sự kín đáo, không nóng vội.
Nhưng loài hổ cũng bộc lộ và thể hiện phẩm chất của kẻ săn mồi thượng thặng khi cũng biết nắm chắc thời cơ và vồ lấy cơ hội một khi con mồi mất cảnh giác, bản năng này được con người xem như việc thể hiện sự quyết đoán, bạo liệt, mạnh mẽ, lạnh lùng, mãnh liệt và dứt khoát khi ra tay hạ thủ vào chỗ hiểm yếu chí mạng, hổ luôn khiến muôn loài phải e sợ vì những cú vồ đầy chết chóc, những nhát cắn chí mạng vào yết hầu (cổ họng) một cách chuẩn xác và thuần thục để đoạt mạng. Nó còn được biết đến với phẩm chất hành sự cẩn trọng, luôn quan sát, nghe ngóng tình hình tứ phương, tám hướng, khi thời cơ không thuận lợi và bất trắc thì thu mình rút lui một cách lặng lẽ để bảo toàn sức lực tránh phiền phức, chính vì tập tính cẩn trọng, quan sát nghe ngóng kỹ càng, cảnh giác đề phòng, không quá ham mồi mà mắc bẫy như các loài phàm ăn sài lang, linh cẩu đã được con người đề cao.
Các triều đại phong kiến ở các nước Phương Đông coi hổ cùng với rồng là biểu trưng cho vương quyền, trong quân sự, võ học và cho những thành đạt trong khoa cử, chính vì vậy mà hình ảnh con hổ xuất hiện khá phổ biến trong cung cấm, doanh trại và trong trường thi Đứng hàng thứ ba trong thập nhị địa chi, hổ là vị vua mang nhiều ẩn dụ nhất trong các loài dã thú. Trong dân gian Việt Nam, hình ảnh con hổ phổ biến trong các kiến trúc đình, miếu, dưới chế độ quân chủ của triều đình phong kiến, hình ảnh Hổ được biểu tượng cho sức mạnh quân sự, cho các vị võ tướng và thường được thêu trên áo các võ quan hàng tứ phẩm (nên dân gian mới ví von là "văn cò, võ cọp"). Ở một khía cạnh khác, người ta thường kể nhiều chuyện dân gian, sự đồi thổi, vẽ tranh, tạc tượng về con hổ rất nhiều và khiến cho nó trở thành những nhân vật trung tâm của nhiều tác phẩm văn học nghệ thuật đại chúng.. Trong binh trận, hổ còn là biểu tượng của lửa, trong Hổ trướng khu cơ của Đào Duy Từ có trích lời của Kiêm Trai: "Vì lửa dữ đội như hổ, nên gọi là hỏa hổ"
Trong ngôn ngữ, nghệ thuật, người ta vẫn dùng đến hình ảnh con hổ với nhiều tác phẩm có sự hiện diện của loài hổ. Trong một số lĩnh vực khác đặc biệt là lĩnh vực quân sự thời hiện đại lại có sự hiện diện rất lớn của hình ảnh con hổ với biểu tượng về sức mạnh của các đơn vị vũ trang, các loại vũ khí. Ngày nay, trong văn hóa đại chúng trên nhiều lĩnh vực như thể thao, kinh tế, quảng cáo đặc biệt là dùng để chỉ về tiềm lực hùng mạnh cũng như sự trỗi dậy của nền kinh tế ở các quốc gia đặc biệt là ở châu Á như Bốn con hổ châu Á, bốn con hổ con kinh tế (Tiger Cub Economies), Những con hổ kinh tế mới  Những con Hổ kinh tế (Tiger economies) là cách nói hình tượng dành cho những nền kinh tế với tốc độ phát triển rất nhanh và mạnh, thường gắn liền với sự cải thiện, nâng cao chất lượng cuộc sống. Người ta cũng sử dụng hình tượng, biểu tượng, biểu trưng, phù hiệu, nhãn hiệu có thể hiện hình ảnh con hổ. Nói chung, hổ là loài vật có sức lôi cuốn và là biểu tượng cho sự đa dạng phong phú về sinh thái, văn hóa và kinh tế của châu Á.
Trong thời hiện đại, hình tượng con hổ đã trở nên ngộ nghĩnh, đáng yêu hơn rất nhiều so với hình ảnh của một loài ác thú trước đó nhằm đề cao ý thức bảo vệ, bảo tồn loài hổ khi loài này đã trở thành một động vật quý hiếm và có nguy cơ bị tuyệt chủng. Một cuộc thăm dò dư luận của kênh truyền hình Animal Planet cho kết quả hổ là con vật được yêu thích nhất trên thế giới với kết quả điều tra đối với hơn 50.000 người xem đến từ 73 quốc gia, theo kết quả bỏ phiếu thì hổ nhận được 21% số phiếu bầu và đứng hạng nhất, tiếp theo là chó với số phiếu sát sao 20%, cá heo đạt 13%, ngựa đạt 10%, sư tử chỉ đạt 9%, rắn được 8%, tiếp theo là voi, tinh tinh, đười ươi và cá voi Ngày nay, cả thế giới đã dành riêng một ngày để kỷ niệm về loài hổ đó là Ngày quốc tế về bảo tồn hổ (nhằm ngày 29 tháng 7 hàng năm) lần đầu tiên, ngày này đã diễn ra tại Việt Nam vào năm 2011, tại công viên Thống Nhất diễn ra mít tinh và hội thảo về tăng cường công tác bảo tồn hổ nhân Ngày quốc tế về Bảo tồn hổ nhằm nâng cao nhận thức của cộng đồng đối với vấn đề bảo tồn loài hổ.

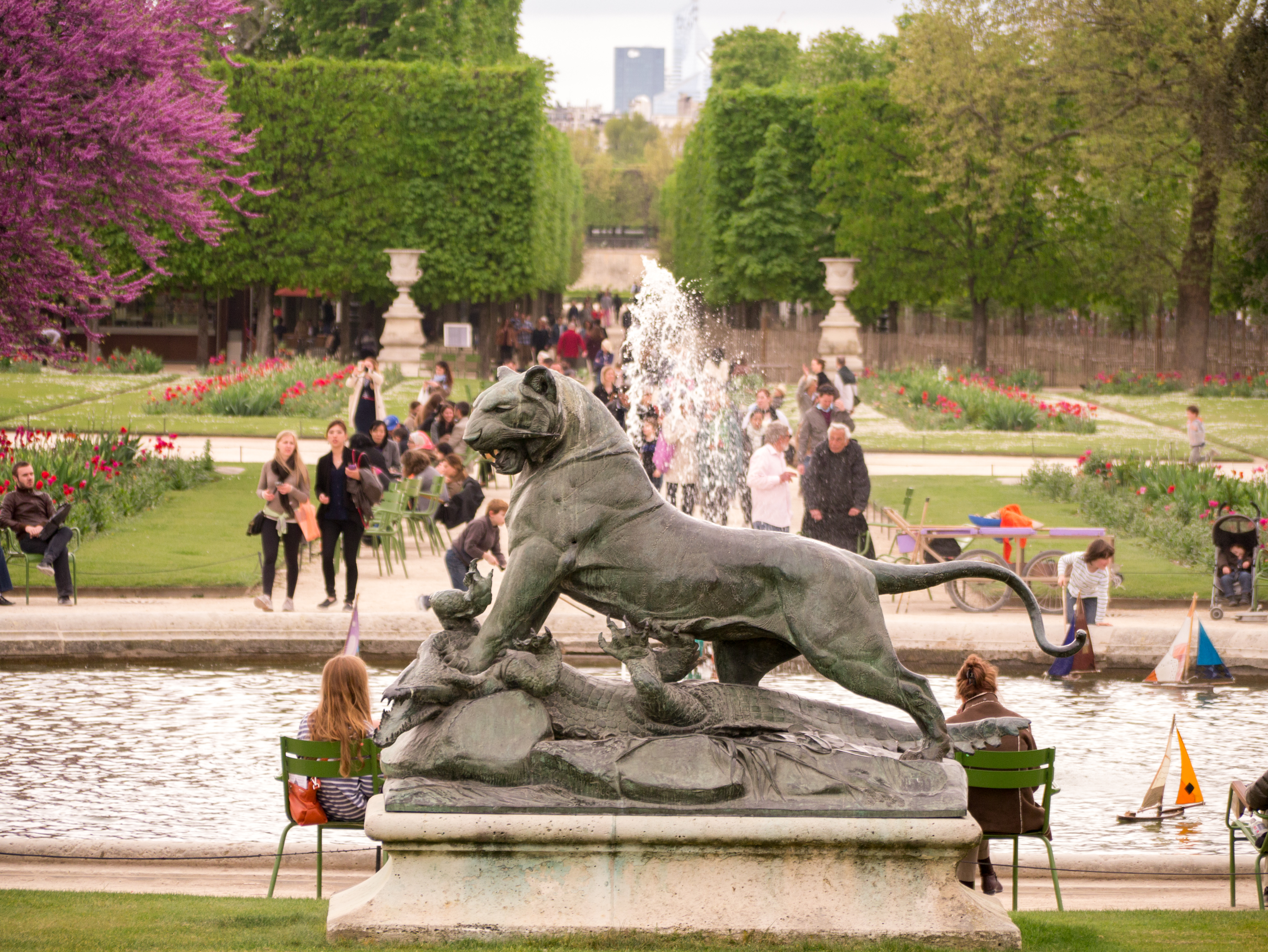
Tượng hổ tại Paris

## Dẫn luận

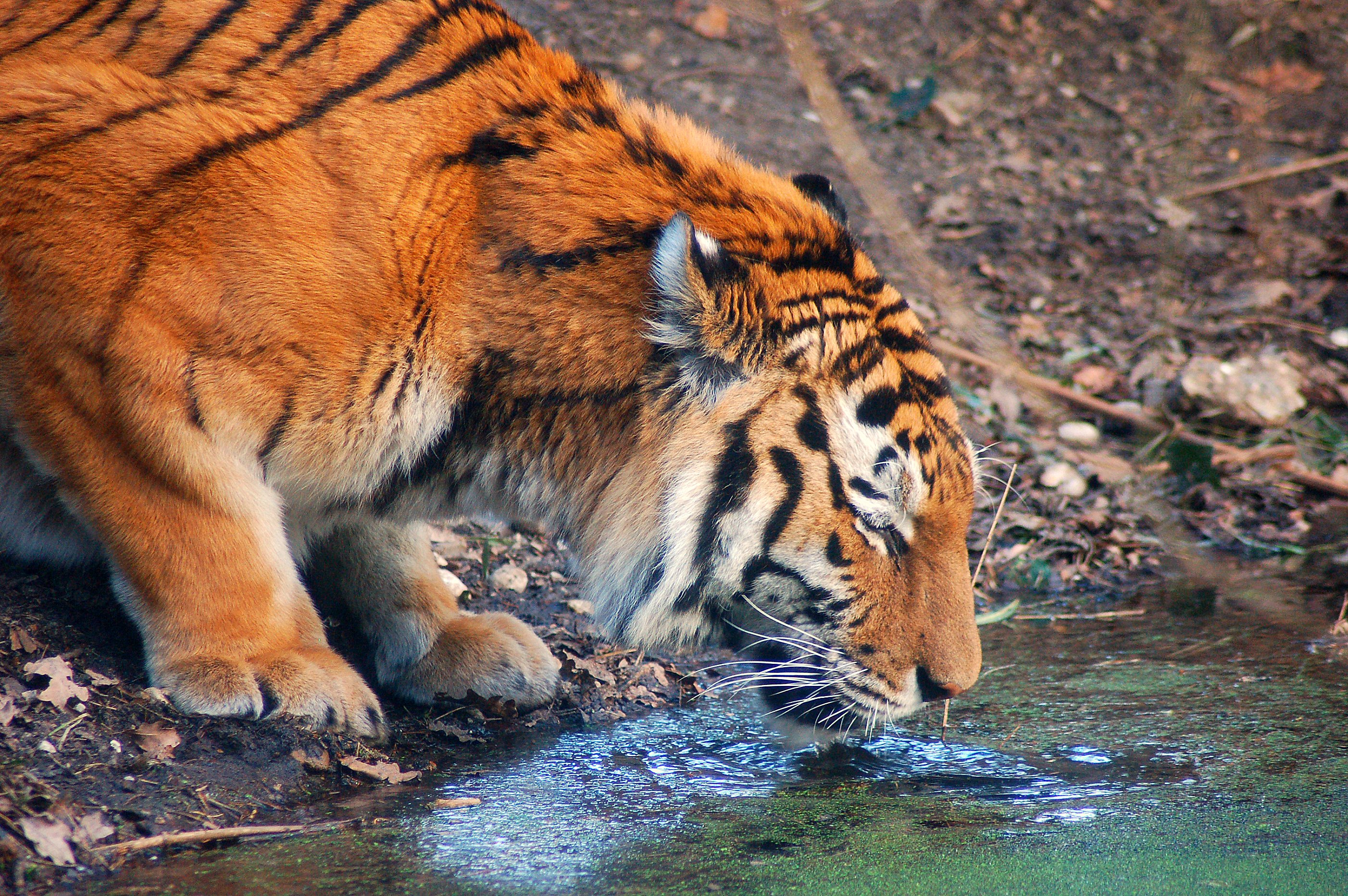
Hổ là động vật biểu tượng cho sức mạnh và sự hung hãn trong nhiều nền văn hóa và được mệnh danh là Chúa tể của rừng núi hay Chúa sơn lâm

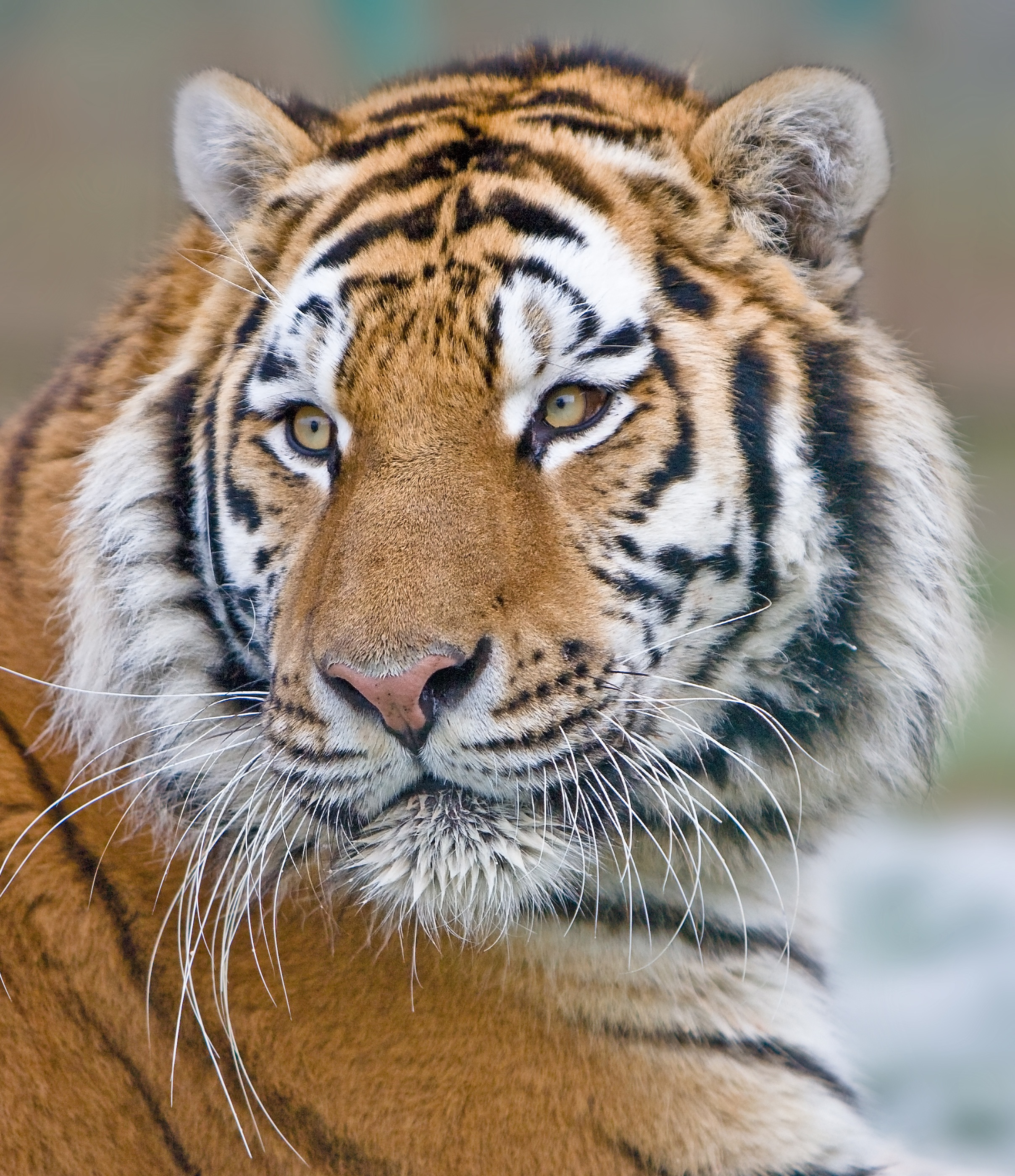
Một con hổ đang thư giãn

Loài hổ phân bố chủ yếu ở vùng châu Á với nhiều nòi khác nhau trong đó có năm phân loài còn tồn tại đến ngày nay. Hổ là đối tượng phổ biến của các loại hình văn hóa nghệ thuật truyền thống và hiện đại, là đối tượng trung tâm của nhiều truyền thuyết, huyền thoại kỳ vĩ, được tạo dựng và tồn tại sâu đậm trong tâm trí con người qua hàng ngàn năm. Với vẻ đẹp nổi bật rực rỡ bởi bộ da, thân hình lượn sóng, vằn vện và khỏe, uyển chuyển và kiêu hùng của hổ là đề tài hấp dẫn xưa nay của nhiều ngành mỹ thuật, hội họa, đúc nặn, điêu khắc, nhiếp ảnh. Chuyển động, hình dáng, thần thái của hổ (gọi là thế hổ) được thể hiện trong hội họa, điêu khắc, phong thủy, võ thuật và là một thế cơ bản trong thư pháp (nghệ thuật viết chữ đẹp) của người phương Đông. Hổ có dáng đi đặc trưng được gọi là hổ bộ, bốn chân khi đi rất khoan thai, nhưng chắc chắn, mỗi bước chân đặt xuống đất thì các xương cốt, cơ bắp trên phần thân thể đều lộ ra. Là động vật có những khả năng vượt trội như phi nhảy, chạy, bơi, tính nhạy cảm, hổ trở thành đối tượng nghiên cứu hữu ích cho các nhà khoa học trong nhiều lĩnh vực, rất nhiều vườn thú lớn trên thế giới ngày nay đều nuôi hổ phục vụ nhu cầu tham quan, chiêm ngưỡng của người xem.
Với việc gắn bó tương đối sâu sắc và từ lâu đời với các dân tộc ở châu Á, với sức mạnh, sự uy quyền, vẻ đẹp bí ẩn đồng thời với sự phá hoại, tinh ranh đã để lại hình ảnh sâu đậm trong văn hóa của các dân tộc châu Á nhất là các dân tộc Phương Đông. Sự giao thoa giữa các nền văn hóa, các nên văn minh với nhau tạo điều kiện cho hình ảnh con hổ được tiếp cận với văn hóa Tây Phương theo cách nhìn nhận của người phương Tây, và ngày nay hình ảnh hổ được phổ biến rộng rãi trên thế giới. Cái nhìn về hổ trong văn hóa đại chúng của các dân tộc khác nhau trên thế giới hình ảnh con hổ trong thế giới này nay tuy muôn vẻ và đa dạng nhưng có những điểm chung đó là vừa sùng bái, ngưỡng mộ trước sức mạnh, sự hung hãn vẻ đẹp bí ẩn nhưng vừa sợ hãi, khinh ghét, hắt hủi, cũng như cách nhìn của thế giới hiện đại ngày nay hổ đã trở nên ngộ nghĩ, đáng yêu hơn.
Ngày nay, không gian sinh tồn của hổ ngày càng trở nên thu hẹp, và số lượng hổ ngày càng giảm dần do nạn săn bắt trái phép. Hổ đã không còn là mối hiểm họa của con người nữa, ngược lại chúng đã và đang bị con người đưa đến thảm họa tuyệt chủng trên phạm vi toàn cầu và đã có tên trong sách đỏ. Từ một biểu tượng cho sức mạnh thiêng liêng, huyền bí của rừng xanh, hổ đã trở thành biểu tượng cho lời kêu gọi bảo vệ đa dạng sinh học, cân bằng sinh thái. Ngày 28 tháng 7 năm 2009 tại thủ đô New Delhi của Ấn Độ hơn 2.000 sinh viên đã vẽ mặt mình như hổ, tuần hành và xếp thành hình hổ để kêu gọi mọi người bảo vệ loài động vật quý đang bị giảm sút nhanh ở quốc gia này đồng thời lập kỷ lục số người hóa trang thành hổ đông nhất.

### Văn hóa Phương Đông
Trong văn hóa châu Á, hổ là một linh vật trong 12 con giáp và tượng trưng cho sức mạnh và trở thành một biểu tượng trong nền văn hóa cổ phương Đông, có rất huyền thoại, sự huyền bí về hổ. Trong tâm thức người dân phương Đông thì hổ vẫn là một ác thú, nó hung hãn nhất trong 12 con giáp dù rằng về sự khôn ngoan, nó không thể sánh với khỉ và chuột, sự kiên trì, có thể không sánh với trâu, nhanh không bằng ngựa, uy vũ không so sánh bằng Rồng, luồn lách và hiển độc không thể bằng rắn nhưng, trong 12 con thú, hổ hội đủ các đặc chất như dũng mãnh, can trường, hiên ngang, dám tấn công cả những con thú to khỏe hơn nó. Nhờ những đặc chất ấy mà cọp là một trong những loài trở thành biểu tượng của sự hùng cường và sức mạnh vô song, vì thế nó được con người thần thánh hóa bởi nhiều nước đưa hổ vào đời sống xã hội, văn hóa, và nghệ thuật. Đặc biệt là trong rừng, không có một con vật nào sao chép được sự uy dũng của Hổ, đó chính là Hổ xú hùng tâm tại tức là, khi con Hổ về già xấu xí nằm yên một chỗ nhưng hùng tâm của Hổ vẫn còn, chẳng một con vật nào dám qua mặt. Đây là ý dân gian muốn ca ngợi những vị anh hùng tuy tuổi đã cao, nhưng khí phách hào khí vẫn không bị mất đi, vì thế chẳng một ai dám xem thường...

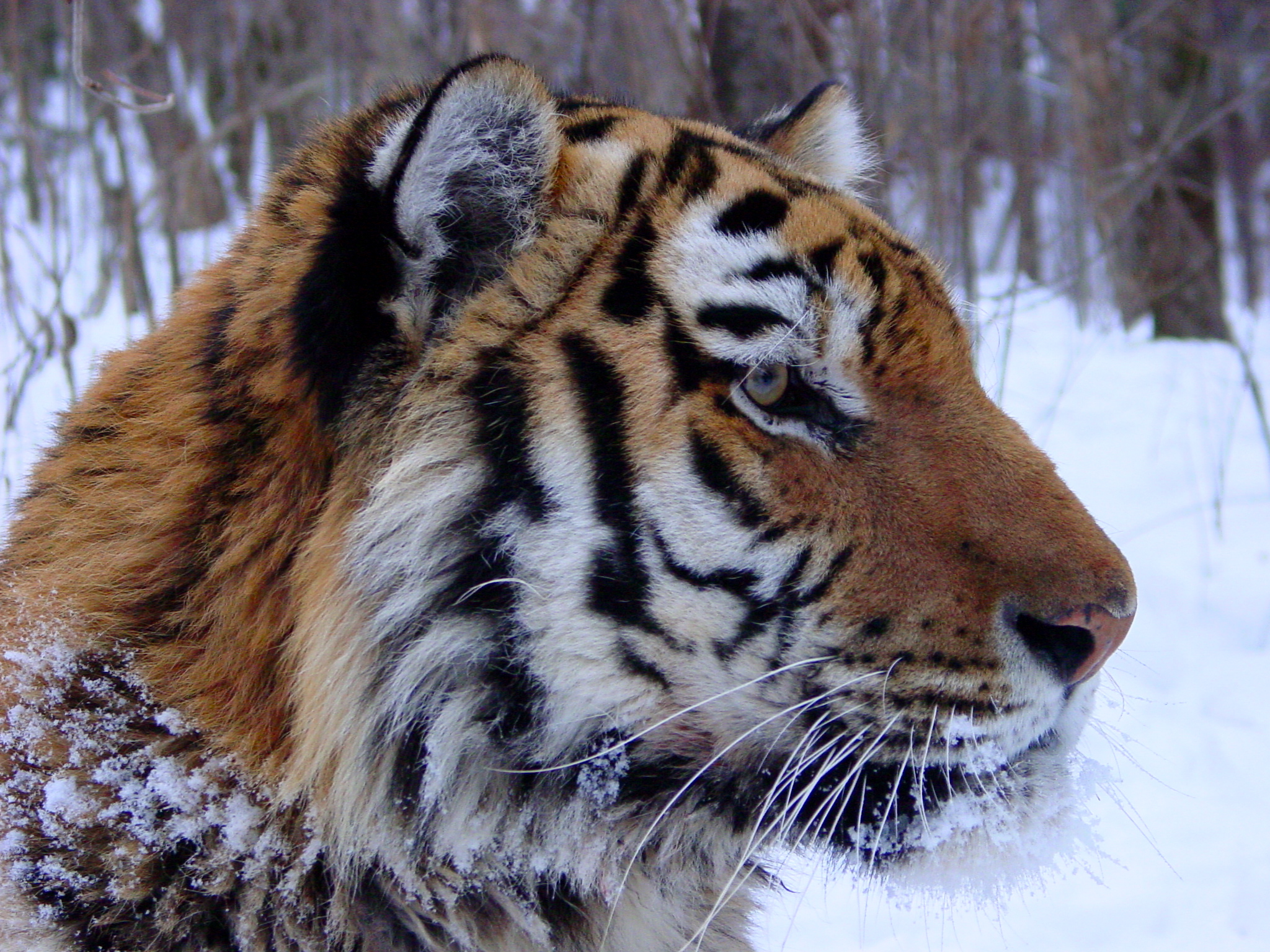
Hổ Amur giữa tuyết mùa đông

Với người phương Bắc thì hổ còn là biểu tượng cho quyền uy, sự dũng mãnh nơi chiến địa và Hổ trắng là hình ảnh của đấng minh quân đồng thời tượng trưng cho sức mạnh, uy quyền của vị tướng quân dũng mãnh, can trường. Chính vì thế hổ thường là đại diện và biểu trưng cho các vị tướng lĩnh, quân đội, các lực lượng quân sư, những vũ khí chiến tranh. Ở Việt Nam có truyền thuyết, vị tướng họ Hùng có công đánh đuổi giặc Ân do bà mẹ hổ sinh ra (ngày nay đền Trình ở thắng cảnh Hương Sơn thuộc Mĩ Đức, Hà Nội còn thờ vị thần hổ này và được hương khói khắp bốn mùa). Truyện Tam quốc có Ngũ hổ tướng, trong Truyện Kiều có nhắc nhiều về hổ và liên quan đến Từ Hải. Hoàng Hoa Thám được mệnh danh là Hùm thiêng Yên Thế. Các võ tướng ngày xưa có phù hiệu, ấn tín khắc hình đầu hổ, gọi là hổ phù. Các đình chùa, miếu mạo thường chạm khắc hình hổ, thể hiện sự linh thiêng, bất khả xâm phạm.
Trong tâm thức của nhiều dân tộc, hổ được coi là quái vật của bóng tối và tuần trăng mới, hổ cũng là một trong những hình tượng của thượng giới và thế giới được đồng nhất với mặt trăng tái hiện. Hổ còn là ông tổ của một số thị tộc. Hình ảnh con hổ trong đời sống người châu Á đã ăn sâu trong tâm thức, những đặc tính của hổ được so sánh với những gì được cho là tốt, mạnh mẽ trong đời sống hàng ngày như: hổ dữ không ăn thịt con (chỉ về đạo lý làm người, tình cảm mẫu tử), cọp chết để da, người ta chết để tiếng (nói về danh dự), nam thực như hổ (chỉ về ăn khỏe), mình hổ, tay vượn, bụng beo, lưng sói (chỉ về sự hoàn thiện của một cơ thể đầy sức mạnh) hổ bộ, hổ bôn (dáng đi như hổ), rồng cuộn hổ ngồi (chỉ về địa thế đẹp), hổ phụ sinh hổ tử (chỉ sự tự hào khi có thế hệ tiếp nối), long tranh hổ đấu (chỉ về đối thủ ngang tài ngang sức) hoặc còn nói khá nhiều trên bình diện quan trọng trong một đời sống xã hội với thiết chế xã hội như làm bạn với vua như đùa với hổ...
Hổ còn được tôn thờ và là hình tượng phổ biến đầy ấn tượng trong đời sống dân gian của người Việt với tục thờ hổ hay thờ thần hổ ở nhiều vùng miền. Hình tượng hổ bên cạnh mang sự quyền uy còn đáng nể cùng với nhận thức về công năng y tế và mỹ thuật khiến hổ sở hữu một những phẩm chất để có thể trở thành một linh vật của tôn giáo. Hổ chiếm toàn bộ vũ trụ, ngự 5 phương, được gọi là ngũ hổ, ngũ dinh. Đạo mẫu đã lấy con hổ làm biểu tượng cho quyền uy. Ngũ hổ là chủ thể quyền uy 5 phương, có một sức mạnh lớn và nhờ sức mạnh có tính chi phối đó, vạn vật có trật tự. Về mặt quan hệ xã hội, 5 phương chính là cộng đồng và đây chính là điểm đưa hổ lên tầm của sự đại đồng và bảo hộ (ví dụ như ở Hàn Quốc, hổ đóng vai trò là Thần bảo hộ). Ở Việt Nam, sau khi triết học Trung Hoa thâm nhập vào Việt Nam, tinh thần của loại triết thuyết này với ngũ sắc đã kết hợp với đạo Mẫu thuần Việt tạo nên ngũ hổ với 5 màu sắc. Biểu tượng này của tôn giáo lan sang nghệ thuật dân gian, tạo nên bức tranh 5 ông hổ quay quần quanh một điện thờ hương khói vấn vít, chầu vào trung ương để che chở bảo hộ. Trong phong thủy, hổ là con vật tượng trưng cho sự quyền uy, mạnh mẽ, nhanh nhẹn và bản lĩnh.
Cũng trong văn hóa, đặc biệt là văn hóa Trung Hoa, hổ là động vật có thật và gần như là duy nhất được người ta sánh đôi với rồng - một loài vật hư cấu tượng trưng cho quyền năng của tự nhiên. Nhiều bức hội họa, thư pháp, tranh thủy mặc ở Trung Quốc, Việt Nam, Hàn Quốc, Nhật Bản... có vẻ cảnh hổ và rồng đang ở tư thế gầm ghè chuẩn bị giao chiến và điều này cũng thể hiện trên những bức tượng, phù điêu khác. Người Hàn Quốc quan niệm rằng khi trời mưa to là lúc rồng và hổ đang giao chiến kịch liệt. Nhiều câu thành ngữ, vần vè cũng có sự sánh đôi giữa rồng và hổ Có thể kể đến như: 
- Long tranh, hổ đấu (tiếng Hán: 龙争虎斗) hoặc Long hổ giao đấu hay Long hổ tranh hùng dùng để chỉ về một trận đấu ác liệt ngang sức ngang tài giữa hai kỳ phùng địch thủ vì cuộc đối đầu giữa rồng và hổ luôn chỉ đến những cuộc tranh đấu giữa các thế lực mạnh [33] hoặc những trận đấu có tính chất quyết liệt.[34] Đây cũng là tựa đề của một bộ phim võ thuật của điện ảnh Hồng Kông có tên: Long tranh, hổ đấu (tựa tiếng Anh: Enter The Dragon) với sự tham gia của diễn viên Lý Tiểu Long.
- Rồng cuộn, hổ ngồi (Hán Việt: Long bàn, hổ cứ, chữ Hán: 藏龙卧虎) hay Hay hổ phục rồng chầu có nghĩa là chỗ đất hiểm yếu hay một địa điểm chiến lược. Thành ngữ này được nhắc đến trong Chiếu dời đô của Lý Thái Tổ khi đề cập đến địa thế của Đại La và chọn đây là kinh đô của nước Việt. Câu nói này cũng là cảm hứng cho tựa đề của bộ phim của Đài Loan của đạo diễn Lý An có tựa đề Ngọa hổ, tàng long (tựa tiếng Anh: Crouching tiger, hidden dragon) có nghĩa là một nơi có vẻ vô hại nhưng lại có những lực lượng rất mạnh ẩn nấp.
- Tả Thanh Long, Hữu Bạch Hổ: Rồng xanh bên trái, hổ trắng bên phải
- Long đàm hổ huyệt (chữ Hán: 龙塘虎穴) hay Ao rồng, hang hổ: Chỉ về một nơi nguy hiểm.
- Long đằng hổ dược (chữ Hán: 龙腾虎跃) nghĩa tiếng Việt là: Rồng nhảy, hổ vọt
- Vân tùng long, phong tùng hổ tức mây theo rồng, gió theo hổ
- Long sinh quyển, hổ sinh phong tức Rồng sinh ra mây, hổ sinh ra gió
- Rồng bơi vũng cạn bị tôm cợt/hổ xuống đồng bằng bị chó kinh: Câu thành ngữ chỉ về sự thất thế
- Long hổ tương phùng, hàng long phục hổ hay câu khẩu quyết trong võ học: Đao tựa mãnh hổ thương tựa giao long ngoài ra còn có: Long hổ hội, một điệu múa trong cung đình Huế[35] hay Long hổ môn: Một cánh cửa khó khắc hình con rồng và con hổ và cũng là tựa của một bộ phim võ thuật-xã hội đen của Hồng Kong (Dragon Tiger Gate) với sự tham gia của các diễn viên: Chung Tử Đơn, Lâm Phong...
- Miệng hùm chớ sợ, vảy rồng chớ ghê: Câu ngạn ngữ ở Việt Nam
- Trấn ải kim thương như Bạch Hổ/Thủ quan ngân kiếm tựa Thanh Long, dịch nghĩa: Trấn ải, thương vàng như cọp trắng/Giữ quan, kiếm bạc tựa thanh long lời tựa trong bài Hùng kê quyền

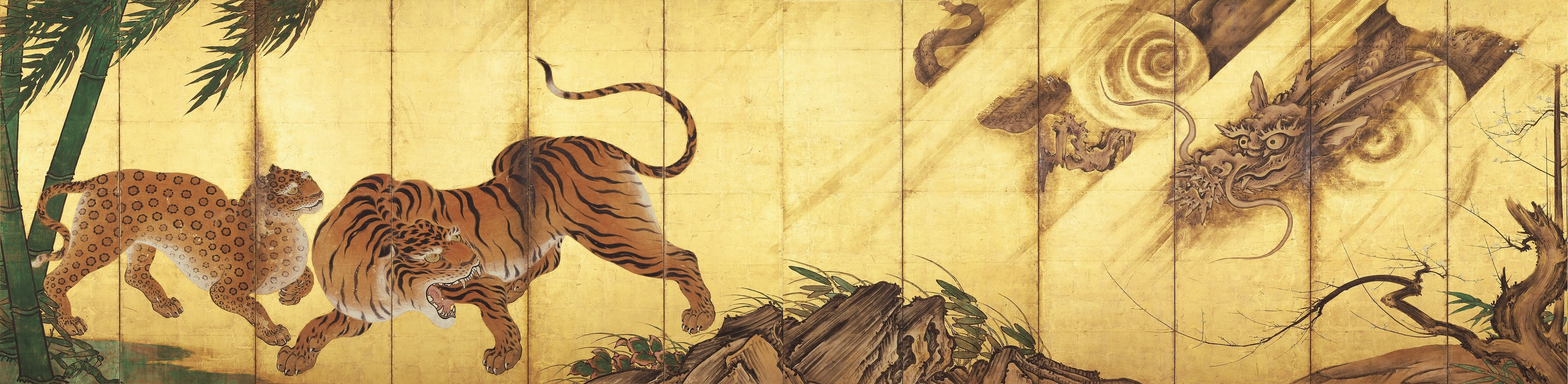
Một bức tranh của Nhật Bản vẽ về cảnh rồng và hổ

Ngoài việc so sánh với loài rồng, với bản năng chiến đấu hung dữ của mình, hổ cùng là loài động vật được người ta chọn làm một bên trong các cuộc giao chiến giữa các loài muông thú mà điển hình là cặp đấu hổ với sư tử luôn là đề tài được quan tâm của nhiều người trong suốt lịch sử. Bên cạnh đó, một cặp đấu đáng chú ý khác là cuộc chiến giữa hổ và voi, đặc biệt ở Việt Nam người ta trong lịch sử người ta thường tổ chức những cuộc quyết đấu giữa các con voi chiến và các con hổ ở đấu trường với một cuộc chiến khá bất công dành cho hổ, ngoài ra hổ còn là đối thủ của nhiều động vật khác chẳng hạn như sói lửa (hồ), gấu, cá sấu, đại bàng hoặc những trận chiến với trâu nhà thông qua những câu chuyện kể lại của những người dân. Bên cạnh đó còn có những câu chuyện về những cuộc chiến đấu giữa hổ và người, những người có sức khỏe phi thường, tay không đánh hổ như Võ Tòng trong Thủy Hử, Phùng Hưng, Nguyễn Huệ, Lê Văn Khôi, Võ sư Nhật Bản Gogen Yamaguchi,...
Sự khôn khéo của con người trong cách đối xử với hổ còn mang lại lợi ích về mặt sức khỏe theo quan niệm của Đông y, đó là một trong những lý do quan trọng khiến cư dân Nam Á trân trọng hổ. Đặc biệt là trong quan niệm đời sống, người ta đánh giá rất cao công dụng của xương hổ và loại thuốc trứ danh Cao hổ cốt, theo đó Cao hổ cốt có thể làm thay đổi chất lượng sức khỏe con người, cứu bệnh hiểm nghèo, giúp bệnh ung thư, cứu người hậu sản... Bên cạnh đó, theo quan niệm của nhiều người thì hổ. loài vật đã đi vào huyền thoại về sức mạnh tình dục với biểu tượng là chiếc pín hổ (tức dương vật của con hổ) mặc dù trên thực thế khả năng sinh dục của hổ cũng chỉ ở mức bình thường. Nhiều người Việt Nam hay người Trung Quốc vẫn rất tin vào công dụng của những sản phẩm làm từ động vật hoang dã, ăn gì bổ nấy, con gì càng khỏe, càng quý hiếm thì càng tốt và do hổ là con vật khỏe hàng đầu nên cao hổ, móng hổ, da hổ, nanh hổ và cả pín hổ vẫn được săn lùng ráo riết. Tuy nhiên việc cho phép đem chúa sơn lâm linh thiêng ra giết mổ như... bò, lợn, gà vịt thì rất chi là phản tâm linh, sản phẩm của hổ như da làm thảm, răng và vuốt để làm trang sức, các trang trại nuôi hổ ở Trung Quốc rất lớn, với hàng ngàn con hổ bị nhốt, nuôi lấy giống và giết thịt giống như nuôi gà.

### Quan niệm Phương Tây
Theo cách nhìn phương Tây thì trong văn hóa châu Á, hổ chỉ đóng vai trò thay thế sư tử để trở thành vua của muôn thú (King of the Beasts) khi sư tử luôn là biểu tượng của hoàng gia, biểu tượng của sức mạnh Trong đời sống và văn hóa phương Tây có mô tả về hình ảnh của hổ nhưng đặt trong sự so sánh và một cuộc chiến với sư tử, điều này được tái hiện trong tranh vẽ của Eugène Delacroix, George Stubbs, và James Ward vào thế kỷ thứ XVIII và XIX, cũng trong Văn học Anh đã so sánh sức mạnh chiến đấu của hổ và sư tử, và các nhà thơ Edmund Spenser, Allan Ramsey, và Robert Southey hay mô tả chiến thắng của sư tử. Oliver Goldsmith cho rằng hổ là hiện thân như một kẻ hay gây hấn, hung dữ và tính tình tàn bạo không cần thiết. Charles Knight cũng khẳng định sự tàn khốc vô cớ, sự tàn ác không cần thiết, và sự hèn nhát của hổ trong sự tương quán với lòng quảng đại và sự oai vệ của sư tử.
Trên những huy hiệu của các quốc gia phương Tây, hổ được khắc họa là một con quái vật huyền ảo với một cơ thể thon gọn của một con con chó sói, có bờm, râu và chỏm lông ở đuôi giống sư tử cùng một cái mõm nhọn điều này phản ánh việc nhiều nghệ sĩ châu Âu thời Trung cổ chưa từng bao giờ nhìn thấy một con hổ thực sự, cộng với một truyền thuyết về một con hổ mẹ dữ dằn, sẵn sàng quyết liệt bảo vệ con cái của họ trước những thế lực muốn bắt con của nó và nếu nó đứng trước một tấm gương thì con hổ cái sẽ bị thôi miên bởi chính hình ảnh của mình do đó một số huy hiệu có mô tả cảnh hổ nhìn chằm chằm vào gương. Cũng theo cách nhìn của phương Tây thì trong văn hóa dân gian châu Á thì hổ cũng là con vật thay thế chó sói để hóa thành thành những loài yêu quái hay yêu tinh chuyên biến hóa, hại người, hổ với hình dạng là những con mèo ma, yêu quái mèo (werecat) thay thế cho ma sói hay người sói.

## Trong biểu tượng
Trong văn hóa Phương Đông, Bạch Hổ là một trong bốn linh vật trong Tứ phương thần và biểu tượng cho phía Tây và mùa Thu. 
Hổ gần gũi với đời sống con người nên có nhiều danh từ, thành ngữ mang tên hổ, thông dụng là ở Việt Nam và Trung Quốc: Con hổ oai hùng và đầy sức mạnh nên các võ tướng dũng mãnh, thiện chiến của triều đình xưa thường được ví như cọp và tôn xưng là Hổ Tướng (ông tướng mạnh như cọp). Trong chiến trận, đoàn quân bị mất tướng, coi như quân vô tướng như hổ vô đầu. Ấn tín của quan võ hay các vị tướng nơi trận tiền gọi là Hổ phù khi được cử ra trận, vị tướng cầm quân được nhà vua giao cho cái phù hịêu làm tin. Phù hiệu này làm bằng gỗ, bằng ngà hay bằng kim loại, khắc hình con cọp, cắt làm đôi, viên tướng được cầm một nửa, nữa kia nhà vua giữ, người nào nắm trong tay Hổ phù thì có thể điều động được binh lính.
Nơi ở và làm việc của quan võ, doanh trại của tướng quân chỉ huy quân sự cổ được gọi là Hổ doanh hay Hổ quân doanh, cánh cổng vào doanh trại được gọi là Hổ môn, cửa ra vào dinh của các tướng soái hay khu vực làm việc có treo bức trướng thêu hình hổ gọi là Hổ trướng. Đào Duy Từ có tác phẩm quân sự trứ danh mang tên Hổ Trướng Khu Cơ là một bộ binh pháp kinh điển của nền quân sự Việt Nam. trong Truyện Kiều có câu: Trướng hùm mở giữa trung quân, ngày xưa người ta thường dùng da hổ làm thành cái màn lớn để chủ soái họp bàn nghị sự việc quân với các tướng, nên người sau quen dùng chữ Hổ trướng để chỉ chỗ làm việc của các tướng soái.
Bộ da lông hổ với những vệt vằn là biểu tượng sức mạnh của vị tướng, nó còn được nhiều thủ lĩnh, đại vương ở các dân tộc phủ lên ghế ngồi hoặc căn treo ở đại sảnh, làm tấm thảm. Trong Dinh Độc Lập, Nguyễn Văn Thiệu cũng đã từng căng da hổ ở đại sảnh. Người có bộ đi hùng dũng bước đi như cọp gọi là Hổ bộ và dáng đi của vua chúa cũng được gọi là Long hành hổ bộ tức dáng đi như rồng như cọp. Người được gọi là Hổ đầu là người có tướng mạo tốt, hùng dũng như cọp. Mặt người có mặt cọp (hổ diện), miệng cọp (hổ khẩu) và râu cọp (hổ tu) như hình tượng râu hùm hàm én mày ngài của Từ Hải trong Truyện Kiều là người có tướng mạo của một người anh hùng hoặc Trương Phi vểnh râu hổ. Mình hổ dùng để chỉ những người có cơ thể hoàn hảo, đầy sức mạnh (mình hổ, tay vượng, bụng beo, lưng sói). Hổ bôn là những người khỏe mạnh nhanh nhẹn và được gọi lên như Hổ bôn trung lang tướng. Hổ cứ tức cọp ngồi là chỉ đạo vào địa thế hiểm yếu. Hổ đầu tức đầu cọp cũng chỉ vào tướng mạng hùng dũng. Hổ lang chỉ về phường hung ác, tướng tá tả hữu gồm người khoẻ mạnh thì gọi là hổ lĩnh.

Một huy hiệu có biểu tượng con hổ

Ngày nay, hình ảnh con hổ được sử dụng làm linh vật, biểu tượng, biểu trưng, phù hiệu, huy hiệu, cờ hiệu, nhãn hiệu của nhiều quốc gia và vùng lãnh thổ, các tổ chức, hãng kinh doanh, công ty, cộng đồng, dòng họ, các võ phái, câu lạc bộ.... trong đó thường là biểu tượng của nhà nước và các lực lượng quân sự võ trang. Nó cũng được tìm thấy trong nhiều huy hiệu thời hiện đại.
Hổ Bengal là biểu tượng quốc gia (Quốc thú) của cả hai quốc gia Ấn Độ và Bangladesh. Hổ Bengal cũng xuất hiện trên hầu hết các tờ giấy bạc của Bangladesh (Bangladesh Taka) và đồng xu 25 cent (poisha). Hình tượng Con hổ Tippu (Tipu's Tiger hay Tippoo's Tiger) là một ví dụ về tầm quan trọng trong nhận thức về con hổ đối với người dân Ấn Độ như là một biểu tượng của sự phản kháng chế độ thực dân Anh dành độc lập dân tộc, biểu tượng ước lệ này mô tả cảnh một con hổ giết chết một tên lính Anh và đây là biểu tượng rõ ràng về chiến thắng của người dân Ấn Độ đối với đế chế thuộc địa của người Anh.
Tại vùng Nam Á, hổ Bengal được gọi một cách trang trọng là hổ Hoàng gia Bengal (Royal Bengal Tiger). Hổ Bengal là biểu tượng của đảng bảo thủ Liên đoàn Hồi giáo Pakistan Nawaz. Con gái của nhà lãnh đạo đảng này là Maryam Nawaz sử dụng hổ trắng quý hiếm trong các sự kiện của mùa tranh cử. Những thành viên của Trung đoàn Đông Bengal (tiếng Bengali: ইস্ট বেঙ্গল রেজিমেন্ট) của Quân đội Bangladesh cũng sử dụng Hổ Bengal làm phù hiệu cho mình với hình ảnh khuôn mặt của một con hổ. Biểu tượng của đội bóng chày Kolkata của Ấn Độ là một con hổ hoàng gia Bengal, đồng thời Đội bóng chày Bangladesh cũng sử dụng hình ảnh của hổ hoàng gia Bengal.
Hổ Mãn Châu là biểu tượng quốc gia của Nam Hàn và là linh vật trong Olimpic tổ chức tại Seul, Hàn Quốc (chú hổ Hodori - Hàn Việt: Hổ nhi). Hổ Mãn Châu được mô tả trên các lá cờ và huy hiệu của vùng lãnh thổ Primorsky, trên huy hiệu của vùng lãnh thổ Khabarovsk, cũng như trên nhiều huy hiệu biểu tượng của thành phố và quận, huyện trong khu vực vùng Viễn Đông nước Nga. Ngoài ra nó còn được mô tả trên các huy hiệu của Irkutsk. Hổ Mã Lai là biểu tượng quốc gia của Malaysia. hổ Mã Lai được khắc họa trên quốc quy của Malaixia, biểu tượng của chính quyền, pháp đình cũng như biểu tượng của lực lượng cảnh sát hoàng gia Malaixia, ngân hàng quốc gia và là logo của Liên đoàn bóng đá Mã Lai. Cùng với sư tử, Hổ Mã Lai được thể hiện trên Quốc huy của Sigapore như một biểu tượng của nước này.
Một số đơn vị, bộ phận vũ trang của quân đội một số nước cũng sử dụng tên gọi của hổ làm biểu tượng cho mình như: Trong lịch sử thời cổ của Trung Quốc, Cơ Phát đã chỉ huy 3000 quân Hổ bí (võ sĩ tinh nhuệ) từng tham chiến trong Trận Mục Dã. Trong thời kỳ Tam Quốc ở Trung Quốc, triều Đình Tào Ngụy đã tổ chức và xây dựng Đội kỵ binh tinh nhuệ có tên là Hổ Báo Kỵ do Tào Thuần trực tiếp chỉ huy và từng tam chiến trong trận Đồng Quan đánh thắng lực lượng Tây Lương do hổ trướng Mã Siêu chỉ huy. Thừa tướng nước Ngụy là Tào Tháo lúc bấy giờ cũng xây dựng một lực lượng bảo vệ thường trực với tên gọi là Hổ Vệ quân do Hổ hầu Hứa Chử đích thân chỉ huy. Ở Nhật Bản thời kỳ Mạc Mạt có Bạch Hổ đội (Byakkotai) tham chiến trong trận Trận Aizu khi đó thành phần đội này chủ yếu là những người trẻ tuổi chủ yếu ở tuổi thành niên, samurai-nổi tiếng vì đã mổ bụng tự sát (seppuku) trên núi Iimori, nhìn xuống thành.

Xe tăng Tiger II

Tại Mỹ, cư dân Columbia đã thành lập lực lượng vệ sỹ gia đình, lực lượng đã trở nên với cái tên "Fighting Tigers of Columbia" (tức Mãnh Hổ Columbia), sau này Đại học Missouri-Columbia lập một đội bóng bầu dục mới thành lập của trường nên được gọi là "Tigers" nhằm tôn vinh những ai đã chiến đấu để bảo vệ Columbia, ngoài ra còn có tiểu đoàn Những con hổ Louisiana (Louisiana Tigers) do đại tá Roberdeau Wheat chỉ huy từng tham chiến trong trận Chiến dịch Thung lũng 1862, thời hiện đại, quân đội Mỹ còn có Sư đoàn không quân Phi Hổ của Hoa Kỳ (Flying Tigers) và Lực lượng Mãnh Hổ của lục quân Hoa Kỳ trong những trận thảm sát trong thời kỳ Chiến tranh Việt Nam.
Ở châu Á thì có Sư đoàn bộ binh Mãnh Hổ của Nam Hàn từng tham chiến tại Việt Nam. Tiểu đoàn Minh Hổ của Quân đội nhân dân Việt Nam từng tham chiến trong trận Chiến dịch Đông Bắc II. Quân lực Việt Nam Cộng hòa cũng sử dụng hình ảnh con hổ để biểu trưng cho một số đơn vị như: Tiểu đoàn biệt động Cọp đen của Sư đoàn 23 Bộ binh Quân lực Việt Nam Cộng hòa, Tiểu đoàn 42 Biệt động quân Cọp ba đầu rắn (KBC 4533), Tiểu đoàn Cọp Biển (tiểu đoàn 6) của Thủy quân Lục chiến Việt Nam Cộng Hòa từng tham chiến trong Trận Thành cổ Quảng Trị, căn cứ Lôi Hổ ở Tây Nguyên của Việt Nam Cộng hòa. Sau này, Lực lượng Những con hổ giải phóng Tamil hay còn gọi là Hổ Tamil sử dụng tên gọi và hình ảnh con hổ trên tất cả các biểu tượng và tên gọi liên quan đến tổ chức này đặc biệt là sử dụng cho biểu tượng của các lực lượng vũ trang (Lực lượng Hổ biển hay Hải hổ: Biểu trưng về lực lượng hải quân của Hổ Tamil, Phi đội Hổ Bay chỉ đến lực lượng không lực của Hổ Tamil, lực lượng Hổ Đen chỉ về đội quân chuyên đánh bom liều chết của lực lượng này.
Một số loại vũ khí sử dụng sức mạnh công phá lớn được gọi là hỏa hổ, thanh đao được ví như hổ với câu: Đao như mãnh hổ, thương tựa giao long. Thanh kiếm của Kondō Isami được gọi là Hổ Triệt - "Kotetsu" (虎徹), là tác phẩm của một thợ rèn thế kỷ XVII tên là Nagasone Kotetsu, thực ra có thể được làm bởi Minamoto no Kiyomaro, một thợ rèn kiếm danh tiếng cùng thời với Kondō. Nhiều máy bay chiến đấu được đặt tên theo loài hổ (tiger). Không quân Hoa Kỳ cũng sử dụng máy bay tiêm kích biệt hiệu con hổ Northrop F-5 vào những năm 1960 ngoài ra còn nhiều máy bay chiến đấu được đặt tên theo loài hổ như: Grumman F-11 Tiger, Grumman F11F Super Tiger, Fieseler F 2 Tiger, De Havilland Tiger Moth, Eurocopter Tiger. Trong Chiến tranh thế giới thứ II, cũng trong thời gian này, phe Đức Quốc xã đã chế tạo và đưa vào sử dụng những chiếc xe tăng lợi hại gồm 02 thế hệ là Xe tăng Tiger I và Tiger II, Sau này điện ảnh Nga dự lại bộ phim Tiger trắng (2012) để mô tả những trận kịch chiến với thế hệ xe tăng này. Còn có loại xe tăng P'okpoong Ho (Hán Việt: Bão Phong Hổ, Hanja: 暴風虎, tiếng Anh: Storm Tiger) là một loại xe tăng của Bắc Triều Tiên, xe tăng King Tiger -Tiger II (cọp vua) TVI của Đức, xe tăng Panzerjäger Tiger (P) Elefant. Về tàu chiến, có mười lăm tàu chiến của Hải quân Hoàng gia Anh từng được mang cái tên HMS Tiger, theo tên loài hổ, Hải quân Anh còn có Lớp tàu tuần dương trực thăng Tiger là lớp đầu tiên loại này của Hải quân Hoàng gia Anh Quốc, và cũng là những tàu tuần dương cuối cùng được chế tạo cho Hải quân Anh, xuất sắc nhất có chiếc HMS Tiger (1913).

Logo của Câu lạc bộ Hull City

Ngày nay, Câu lạc bộ bóng đá Đức là Bayer Muchen cũng được báo chí đặt biệt danh là con Hùm Xám xứ Bavaria. Cúp bóng đá vô địch các quốc gia Đông Nam Á trước đây còn có tên gọi là Tiger Cup do hãng Tiger Beer tài trợ. Đội bóng đá Hull City A.F.C. của Giải ngoại hạng Anh cũng sử dụng hình ảnh con hổ làm logo chính thức cho mình. Đại học Korea của Nam Hàn có biệt hiệu là những con hổ Anam và lấy hổ làm linh vật. Con hổ cũng là biểu tượng của Thế vận hội 1988 ở Seoul với hình ảnh là chú hổ Hodori (tiếng Hàn: 호돌이). Logo của Đội tuyển bóng đá Hàn Quốc là hình một con hổ cách điệu, bóng đá Hàn Quốc đã được biết đến là một mãnh hổ Đông Á với sức mạnh và tinh thần thi đấu quả cảm và đội tuyển bóng đá Hàn Quốc được đặt biệt danh là hổ Đông Á 
Hổ cũng được sử dụng trong quảng cáo hàng hóa như xăng dầu và đồ ăn nhanh. Một số hãng sử dụng con hổ làm biểu tượng cho mình như dầu nhớt Essso với câu khẩu hiệu: "Mãnh lực của hổ" và "Ới!! ông ba mươi", các hãng bia Tiger, bia Laruer in hình con hổ. Hãng hàng không Tiger Airways có logo với hình con hổ đang tung mình. Sau khi được giới thiệu năm 1951, đến những năm 70 của thế kỷ XX, hổ Tony bắt đầu được nhân hóa. Không chỉ là một biểu tượng quảng cáo do người đóng, hổ Tony còn có quốc tịch Mỹ gốc Italy và một gia đình đầy đủ với Hổ bà Tony, Hổ mẹ Tony, con gái Antoinette và con trai Tony bé, một phiên bản...gầy hơn của Tony và đang là linh vật của công ty Kellogg's Frosted Flakes. Năm 1974, Tony đạt giải "Chú hổ của năm" trong một quảng cáo lấy bối cảnh năm con Hổ của Trung Quốc. Ở Đài Loan thì có Tiểu Hổ Đội (tiếng Anh: The Little Tigers; chữ Hán: 小虎隊), gồm ba thành viên Ngô Kỳ Long, Trần Chí Bằng và Tô Hữu Bằng, là ban nhạc của Đài Loan cuối thập kỉ 80, đầu thập kỉ 90 của thế kỷ XX
Con hổ còn là biểu tượng của kinh tế với thuật ngữ Con hổ về kinh tế (Tiger economy). Thuật ngữ những con hổ châu Á dùng để chỉ về các nên kinh tế của châu Á trỗi dây và có ảnh hưởng mạnh mẽ đến kinh tế thế giới ngoài ra quốc tế cũng dùng hình ảnh con hổ để chỉ về những quốc gia có sự phát triển kinh tế chẳng hạn như Con hổ Celtic (Celtic Tiger, tiếng Celtic: An Tíogar Ceilteach) chỉ về sự phát triển kinh tế ngoạn mục của Cộng hòa Ái Nhĩ Lan giai đoạn năm 1995 đến năm 2000, Con hổ Baltic (Baltic Tiger) chỉ về nền kinh tế các nước Estonia, Latvia, và Lithuania trong suốt thời kỳ khủng hoảng kinh tế sau 2000 và kéo dài cho đến giai đoạn 2006-2007, thuật ngữ Tatra Tiger là biệt danh của nền kinh tế Slovakia giải đoạn 2002-2007 hay thuật ngữ Con hổ Vùng Vịnh dùng để mô tả sự tăng trưởng kinh tế của Dubai kể từ thập niên 1990 cho đến nay. Con hổ xứ Nordic (Nordic Tiger) là biệt danh để chỉ về nền kinh tế của Iceland.
Để chỉ về tính cách, sức mạnh, chiến công, tên gọi, biệt hiệu, danh xưng của nhiều người, vùng đất có đặt tên theo loài Hổ hay tên gọi ví von về con hổ, Người La Hủ một dân tộc ít người ở Việt Nam cũng tự đặt tên cho sắc dân mình gắn với con hổ, theo đó "La" là hổ, "Hủ" là sóc, "La Hủ" nghĩa là mạnh như con hổ, khéo léo và nhanh như con sóc. Một số tên người về hổ có thể kể đến như:
Ở Việt Nam trong lịch sử có nhiều danh thần, võ tướng có tên gọi gắn với con hổ như: Phạm Bạch Hổ, Lê Như Hổ (vô địch đấu vật thời nhà Lê), Bùi Cầm Hổ, Hoàng Đình Hổ, Phạm Đình Hổ (còn có tên gọi là Chiêu Hổ), Nguyễn Huy Hổ, Tăng Bạt Hổ, nhà văn Phạm Hổ, Đào Văn Hổ, Đại tá Trần Văn Hổ, Trần Văn Hổ (Tự Đẩu) - nguyên là Đốc Phủ Sứ thời thuộc Pháp. Thời xưa thì có Tràng An tứ hổ (Nhất Quỳnh, nhì Nham, tam Hoàn, tứ Tuấn), Trường An thất hổ (bảy con hổ của kinh thành Thăng Long). Thời Tây Sơn có Tây Sơn thất hổ tướng trong đó có Hám hổ hầu Võ Văn Dũng. Nhà Nguyễn cũng có Ngũ hổ tướng của nhà Nguyễn và Ngũ hổ tướng Gia Định, Nguyễn Hữu Tiến được gọi là Hổ tướng còn người Bắc Hà thì gọi ông là Hổ Uy đại tướng, Long Hổ tướng quân Trần Hầu, Lê Văn Hưng của Quân lực Việt Nam Cộng Hòa được các phóng viên chiến trường gọi là một trong ngũ hổ U Minh Thượng, võ sư Long Hổ Hội (tên thật là Lâm Hữu Hội) danh chấn xứ Bạc Liêu võ sư Ngô Bông còn được gọi là Lâm Hổ, nhà văn Trương Duy Toản bút hiệu Đổng Hổ.

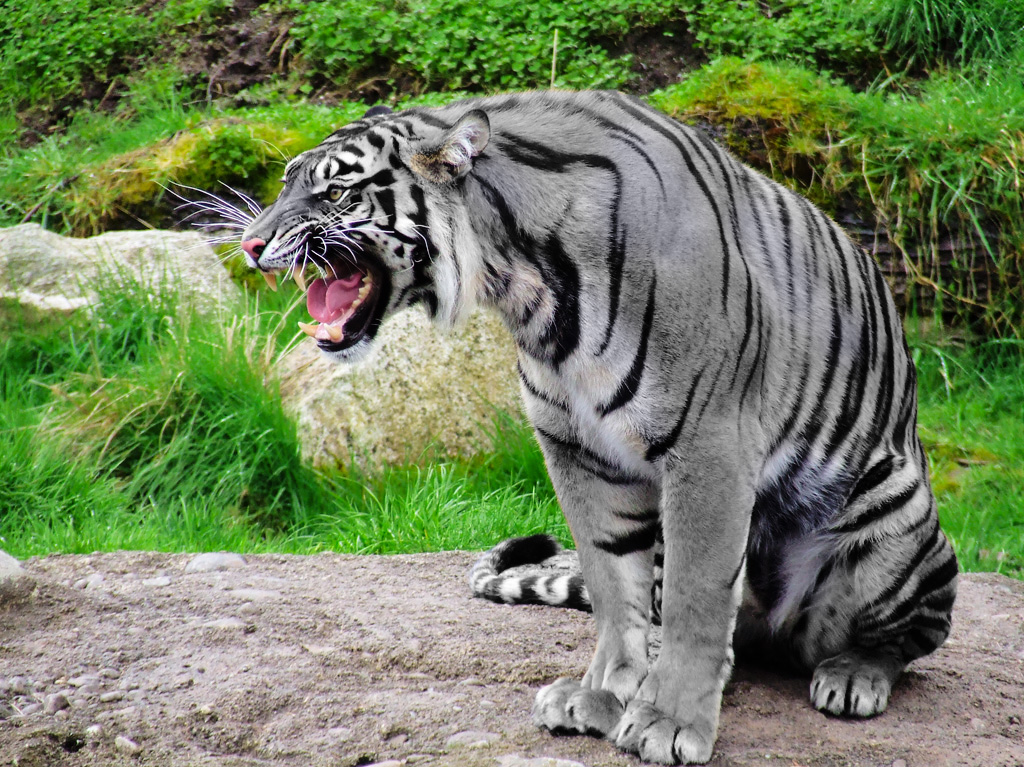
Hùm xám là biệt danh của nhiều anh hùng trong đó phải kể đến là Hoàng Hoa Thám

Đặc biệt là danh xưng Hùm xám hay cọp xám, hổ xám. Trong tâm thức người Việt, thuật ngữ Hùm xám còn là tên gọi đặt biệt hiệu cho nhiều anh hùng, hảo hán ở Việt Nam, với cấu trúc cụm từ là Hùm xám và địa phương nơi thành danh, như Hoàng Hoa Thám được tôn xưng là Hùm xám Yên Thế, ngoài ra còn có ông Nguyễn Minh Kỳ nguyên Chủ tịch Quảng Trị còn được đặt biệt hiệu là Hùm xám đường 9-Nam Lào, Anh hùng lực lượng Vũ trang nhân dân Việt Nam Nguyễn Đình Bảy (tự Bảy Khiêm) được gọi là Hùm xám Trị Thiên, ông Đặng Văn Việt, Chỉ huy trưởng các trận đánh trên đường số 4 của Việt Minh được người Pháp gọi là Con hùm xám trên đường số 4, Anh hùng Lao động Nguyễn Phong Lưu được gọi là Hổ xám Trường Sơn, Nahria Ya Duck đệ Nhất Phó Thủ tướng Fulro được mệnh danh là Hùm xám Tây Nguyên Trong võ học, những cao thủ võ thuật Việt Nam danh chấn cũng được đặt biệt danh là hùm xám. Võ sư Mã Thanh Long cũng được đặt biệt danh là Hùm xám Hòa Hưng, võ sư Huỳnh Long Hổ được mệnh danh là Hùm xám Quảng Ngãi võ sư Hà Trọng Ngự với tuyệt kỹ quyền ba chân hổ được tôn xưng là Hùm xám miền Nam, võ sư Hà Trọng Sơn cũng có biệt danh là Hùm xám miền Trung cùng với võ sư Lý Xuân Hỷ người được mệnh danh là Hùm xám cao nguyên. Người Việt còn dùng thuật ngữ hùm xám để đặt tên cho các nhân vật nước ngoài như Đội bóng Bayern Munich được báo giới Việt Nam đặt tên là Hùm xám xứ Bavaria, thủ môn José Luis Chilavert được gọi là Con hùm xám Nam Mỹ.
Ở Trung Quốc có những người mang tên hổ như: Hoàng Phi Hổ, Đường Bá Hổ, Lôi Lão Hổ, Tô Hắc Hổ, Hàn Cầm Hổ, Hổ Tam Nương, Trần Hổ, Trương Văn Hổ, Thạch Hổ, Dương Hổ, Lý Hổ, Tào Hổ, Hàn Hổ (tức Hàn Khang tử), Hồ Sa Hổ, Nghiêm Bạch Hổ, Dương Hổ Thành, Chu Thiết Hổ, Triệu Bá Hổ hay Cơ Hổ, Chu Nguyên Hổ (朱元虎), Chiêu Hổ, Hoàng Đắc Công hiệu là Hổ Sơn, Đinh Đắc Tôn có ngoại hiệu là Trúng tiễn hổ (Hổ trúng tên), Đằng hầu Hổ (Đằng Hổ Quỹ), Mã Định Hổ (tự nhận là hậu duệ đời thứ 39 của Phục ba tướng quân Mã Viện). Thời Tam Quốc, Viên Thiệu được phong làm Hổ bôn trung lang tướng, Vu Cấm được phong chức Hổ uy tướng quân....Trong Tam Quốc diễn nghĩa, La Quán Trung dùng hình tượng con Hổ để mô tả về hình dáng của nhiều viên tướng và dùng nó để ví về các anh hùng như: Tôn Kiên được danh xưng là Mãnh Hổ Giang Đông, Đổng Trác được xưng tụng là biên quan dã hổ (con hổ dữ ở vùng biên) Lữ Bố được Tào Tháo so sánh với hình ảnh của con hổ. Hứa Chử được gọi là Hổ Hầu (tên gọi do Mã Siêu đặt, ban đầu có tên là hổ si, tức con hổ dại), ngoài ra thì còn có danh xưng Ngũ Hổ tướng thời Tam Quốc chỉ về các viên tướng có sức mạnh như: Quan Vũ, Trương Phi, Mã Siêu, Triệu Vân, Hoàng Trung. Trong tác phẩm Thủy Hử, thì có Yến Thuận biệt danh Cẩm mao hổ, Lý Vân ngoại hiệu là Thanh Nhãn Hổ, Khiêu Giản Hổ Trần Đạt, Sáp Sí Hổ (Hổ chắp cánh) Lôi Hoành, Điền Hổ, Lý Trung có ngoại hiệu Đả Hổ Tướng Thời. Thời Nhà Minh, Nỗ Nhĩ Cáp Xích được nhà Minh phong danh hiệu Long hổ tướng quân, triều Minh cũng phong cho Vương Đài làm Long Hổ tướng quân, La Nhữ Tài được gọi là Đông Sơn hổ, Ngạch Diệc Đô được xưng là Đại hổ. Thời nhà Thanh thì có danh xưng Quảng Đông Thập Hổ (10 con hổ ở đất Quảng Đông) trong đó có Tô Hắc Hổ ngoài ra cũng có ý kiến xếp Hoàng Phi Hồng vào số này.
Một số nước khác, các danh tướng cũng dùng tên gọi về Hổ để chỉ về mình như Takeda Shingen danh tướng thời chiến quốc Nhật Bản được gọi là Con hổ xứ Kai, đối thủ của ông là Uesugi Kenshin còn gọi là Nagao Kagetora (長尾景虎) (Trưởng Vĩ Cảnh Hổ) sau đó đổi tên thành Uesugi Masatora (上杉政虎) (Thượng Sam Chính Hổ). Vị vua của Triều đại Mogol là Babur được đặt tên có nghĩa là hổ, Vị vua Sher khan của Hồi giáo, Tipu Sultan là những vị vua lấy con hổ làm biểu tượng. Viên tướng Nhật Yamashita Tomoyuki còn được gọi là con hổ Mã Lai. Võ sư Kim Chấn Bát được đặt biệt hiệu là Kim Phi Hổ. Radamel Falcao García được báo chí gọi là mãnh hổ (El Tigre), Arthur Friedenreich cũng có biệt danh Mãnh hổ. Tiger Woods vận động viên golf số 1 thế giới được lấy từ tên người bạn quân nhân Việt Nam của bố anh Vương Dang Phong, người khiến bố Woods đã đặt tên cho anh cái nickname là Tiger. Sau này cái tên Tiger Woods đã trở nên quen thuộc, thời điểm mà anh nổi lên ở tầm quốc gia với giải trẻ và nghiệp dư cũng là lúc anh được biết đến với cái tên đơn giản Tiger Woods. Ngoài ra còn diễn viên Liliane Tiger.

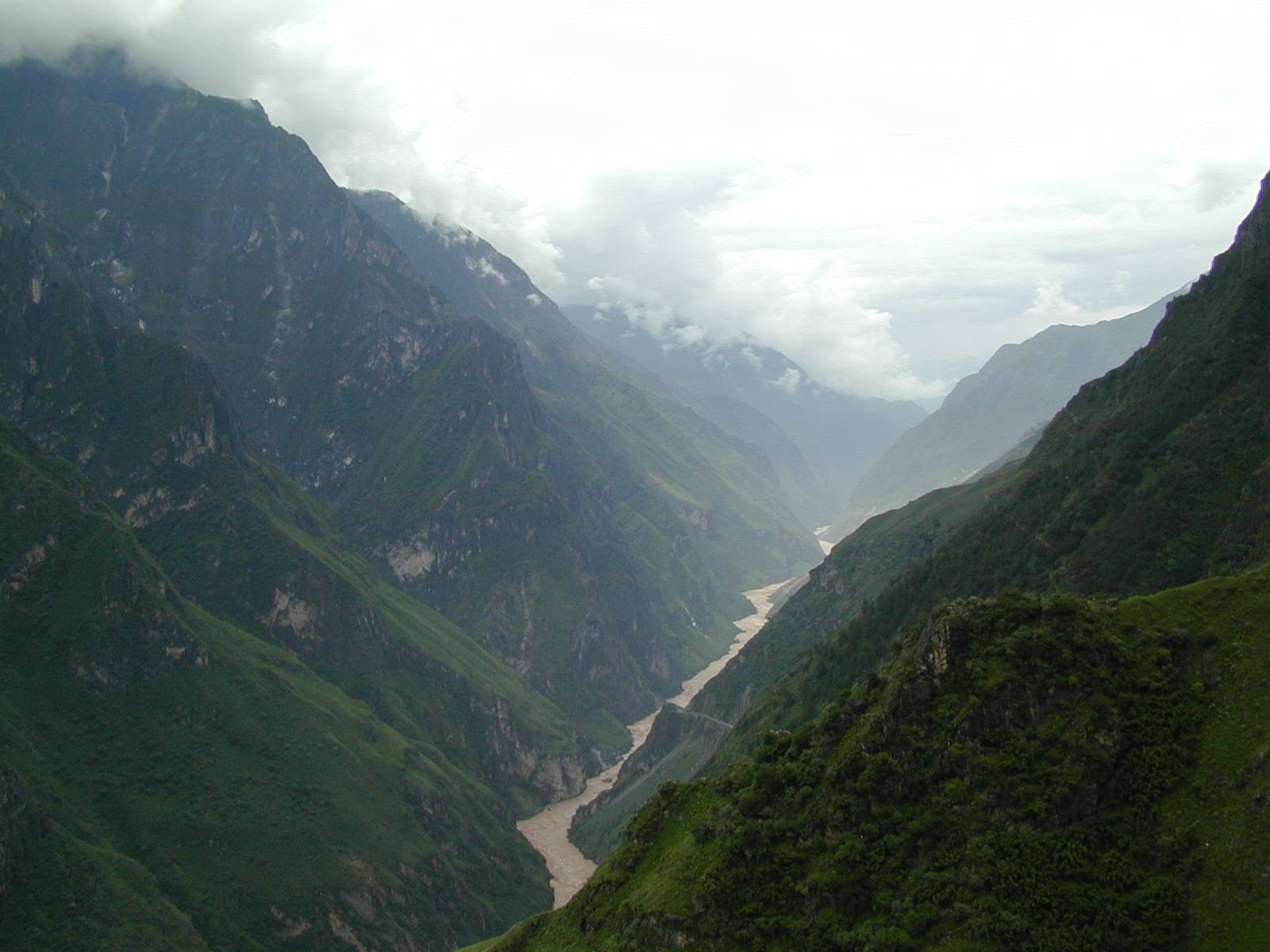
Vực Hổ Khiêu - Địa danh được đặt tên dựa theo động tác của một con hổ nhảy qua núi

Nhiều vùng đất, địa danh, công trình được đặt tên theo loài hổ như: Ở Trung Quốc có Long Hổ Sơn hay còn gọi là núi rồng-hổ, một địa danh linh thiêng của đạo giáo, Vực Hổ Khiêu tức hẻm sông Hổ Nhảy được đặt tên từ sự việc theo truyền thuyết, đây là đoạn sông xưa kia có một con hổ phóng từ bờ bên này sang bờ bên kia nên có tên là vực Hổ Nhảy (khiêu có nghĩa là nhảy - là phóng), Hổ Khiêu Hiệp (Hẻm núi Hổ Nhảy), tương truyền rằng để trốn khỏi một tay thợ săn, một con hổ đã nhảy qua con sông tại điểm hẹp nhất (rộng 25 m), do đó người ta gọi đây là hẻm núi Hổ Nhảy. Hổ Khâu, Hổ Môn nghĩa là "cổng hổ", Người phương Tây thường biết đến Hổ Môn qua tên gọi xuất phát từ tiếng Bồ Đào Nha là Bocca Tigris (nghĩa là "miệng hổ") hay Bogue, Hổ Lao Quan, Hổ Môn (trấn), Hổ Lâm, Cầu Hổ Môn, Đại Hổ Sơn (大虎山), cù lao Hổ Hạm (chữ Hán: 虎槛洲, Hổ Hạm Châu). Ngoài ra ở các nước khác còn có Sông Tigre ở Brazil, Sông Amba, Nong Suea (huyện) ở Thái Lan, và đặc biệt là sông Tigrit một trong hai con sông của dòng sông Lưỡng Hà.
Ở Việt Nam, tại Tiền Giang có vùng đất miệt vườn có tên gọi là Cù lao Ông Hổ là vùng đất sinh ra vị chủ tịch Tôn Đức Thắng, ngoài ra còn có Mỏ Bạch Hổ, Thị trấn Tăng Bạt Hổ, Cầu Bạch Hổ. Đặc biệt ở Nam bộ Việt Nam còn lưu truyền nhiều địa danh liên quan đến cọp như Đìa Cứt Cọp (ấp 4, Hưng Nhượng, Giồng Trôm, Bến Tre) là nơi có nhiều cọp tụ tập lại săn mồi và phóng uế bừa bãi, Sân Ngự (thị trấn Bình Đại, Bến Tre) là nơi theo truyền thuyết hàng năm vào mùa khô, cọp từ các nơi tụ tập về đây gọi là cọp hội dưới sự đầu lĩnh của chúa cọp bạch ba chân, Đồn Cọp (Phú Nghĩa, Chợ Lách, Bến Tre) là nơi cọp thường đến phá phách dân chúng mới lập mưu vây cọp lại, rồi báo cho tỉnh đưa lính về bắn, Mỏ Cày (Bến Tre) cọp ở đây rất nhiều do đó, người dân vừa cày, vừa đánh mỏ để cọp sợ không dám đến làm hại, rạch Ông Hổ (Long Hưng, Châu Thành, Tiền Giang), Rạch Gầm (Châu Thành, Tiền Giang) là nơi trước có nhiều cọp và chúng gầm thét vang động cả một vùng nên có tên Rạch Cọp Gầm, về sau, gọi tắt thành Rạch Gầm. đồng thời có các địa danh như suối Cọp và Hang Bạch Hổ (ở Định Quán), truyền rằng, trước kia, khi rừng rậm còn nhiều, có một cặp hổ trắng về ẩn tại núi Đá Voi, cặp hổ này không bắt người ăn thịt mà thường xuống nghe kinh Phật ở chùa Thiện Chơn. Sau này rừng bị phá dần, lại thêm chiến tranh, cặp hổ bỏ đi. Nhân dân cho là Hổ thần nên đặt tên hang là Bạch Hổ. Ngoài ra còn có Thác Hang Cọp ở Đà Lạt, tương truyền nơi đây ngày xưa là nơi trú ngụ của một con cọp cho nên mới lấy hang cọp mà đặt tên cho thác, hiện nơi đây có đặt tượng hổ cao khoảng 5m, dài 10m nằm trong khuôn viên của thác.
Uy danh của loài hổ còn ảnh hưởng đến tên gọi nhiều sinh vật hùng mạnh nhất trong họ mình hoặc có hình thức, cấu tạo giống bộ phận nào đó của cơ thể hổ. Có thể kể đến là về động vật có các loài như: rắn hổ, Họ Rắn hổ, rắn hổ chúa, rắn hổ mang Xiêm, Rắn hổ mang chúa, Rắn hổ đất, Rắn hổ trâu, Rắn hổ bướm các loại rắn hổ, một số loài rắn độc quý hiếm có tên hổ như rắn Hổ trâu, Hổ lửa, Hổ mang, Rắn hổ hành... cá hổ hay còn gọi là cá răng đao, Cá hổ kình, Cá hổ kình lùn, Cá nhám hổ, Cá giả hổ kình, Cá mập hay còn gọi là cọp biển, cá mập hổ, Cá hổ Xiêm, tôm hùm, Tép cọp, Bướm đêm hổ đốm tối, Ếch đồng hay còn gọi là ếch da hổ, Muỗi hổ (Aedes albopictus), Mực nang vân hổ, Diệc hổ cổ trần, Kỳ giông hổ, hổ Tasmania, con mèo thường được gọi là tiểu hổ, về các loài thực vật có: cây lưỡi hổ, cây ba mươi, hổ bì, lá lưỡi cọp, cây ba mươi, Bách thanh hổ, Cỏ đuôi hùm, Lưỡi cọp, Hổ vĩ xám, Hổ nhĩ trắng, Tai hùm, Hổ bì, Lan da hổ, Bìm bìm chân cọp, Móng cọp xanh, Đơn lưỡi hổ, Vuốt hùm, Hài lưỡi hổ, Hổ trương, Hổ béo Trong kho tàng dược liệu y học cổ truyền, nhiều cây, lá mang tên hổ là vị thuốc dễ kiếm tìm có tác dụng chữa bệnh như Hổ thiệt, Hổ nhĩ thảo, Hổ trượng căn, Hổ phách, Hổ vĩ, còn có Chín vị thuốc tên hổ như Hổ kế (Cicus japonicus) Hổ thiệt (Aloe), Hổ cao (Siegesbeckia orientalis L) Hổ trượng căn (Polygonum cuspidatum sieh Znce) Hổ vĩ, hay hổ vĩ mép vàng (Sansevira trifasciata Prain var), Hổ phách (Succinum) Hổ chuối (Ptyas korros), Hổ mang, hổ đất, hổ lửa (Ophiophagus hannah), Hổ cốt (Panthera tigris L) hay Cao hổ cốt.

## Trong võ thuật
Trong võ thuật, hình ảnh con hổ hiện diện trong các hình thức biểu tượng, tư tưởng, phong cách và kỹ thuật chiến đấu. Theo quan niệm của người Á Đông hổ là hình ảnh tượng trưng cho sức mạnh và khả năng chiến đấu, sự hung hãn nhưng tinh ranh và xảo quyệt liều lĩnh cũng như bản năng tự vệ và chiến đấu cao, nói đến hổ là nói đến tính dũng mãnh, oai phong lẫm liệt, không chịu khuất phục. Những cuộc chứng kiến cảnh hổ quyết đấu, săn bắt cũng như những trận đụng độ với loài hổ khiến cho nhiều dân tộc ở châu Á tích lũy và bổ sung vào kỹ thuật chiến đấu của dân tộc mình với những thế võ, đòn đánh mô phỏng động tác của loài hổ. Khi ngắm hoạt động của loài cọp, các nhà sư Thiếu Lâm đã thấy được sức mạnh, sự dũng cảm và uy lực của chúng và đi tới kết luận đây là con vật có giá trị vô biên với tư cách một mẫu mực để noi theo rèn luyện võ thuật.
Trong võ cổ truyền của nhiều dân tộc, hổ là một trong số linh vật có vị trí chủ đạo. Hình tượng của hổ với những động tác, tư thế và sức mạnh phi thường của loài chúa sơn lâm được thể hiện qua nhiều bài quyền, thế võ, môn võ về hổ đặc biệt là các nước Trung Quốc, Việt Nam, Indonesia (với hệ phái Silat Harimau, tương truyền là khởi nguồn từ việc chứng kiến cảnh quyết đấu của một con hổ với chim đại bàng) cùng với những linh vật khác như Long, Xà, Hạc, Báo… với những đòn đánh lấy trảo (hổ trảo) làm căn bản, tấn công mãnh liệt, hiểm độc chớp nhoánh. Nhiều người cho rằng võ hổ ra đời ở Trung Quốc, căn cứ vào nhiều bài quyền của phái Thiếu Lâm hay Võ Đang. Tuy vậy, trong Pencak Silat của Indonesia, Karatedo của Nhật Bản, Kalari của Ấn Độ, võ cổ truyền Việt Nam cũng có những bài võ hổ đặc trưng.

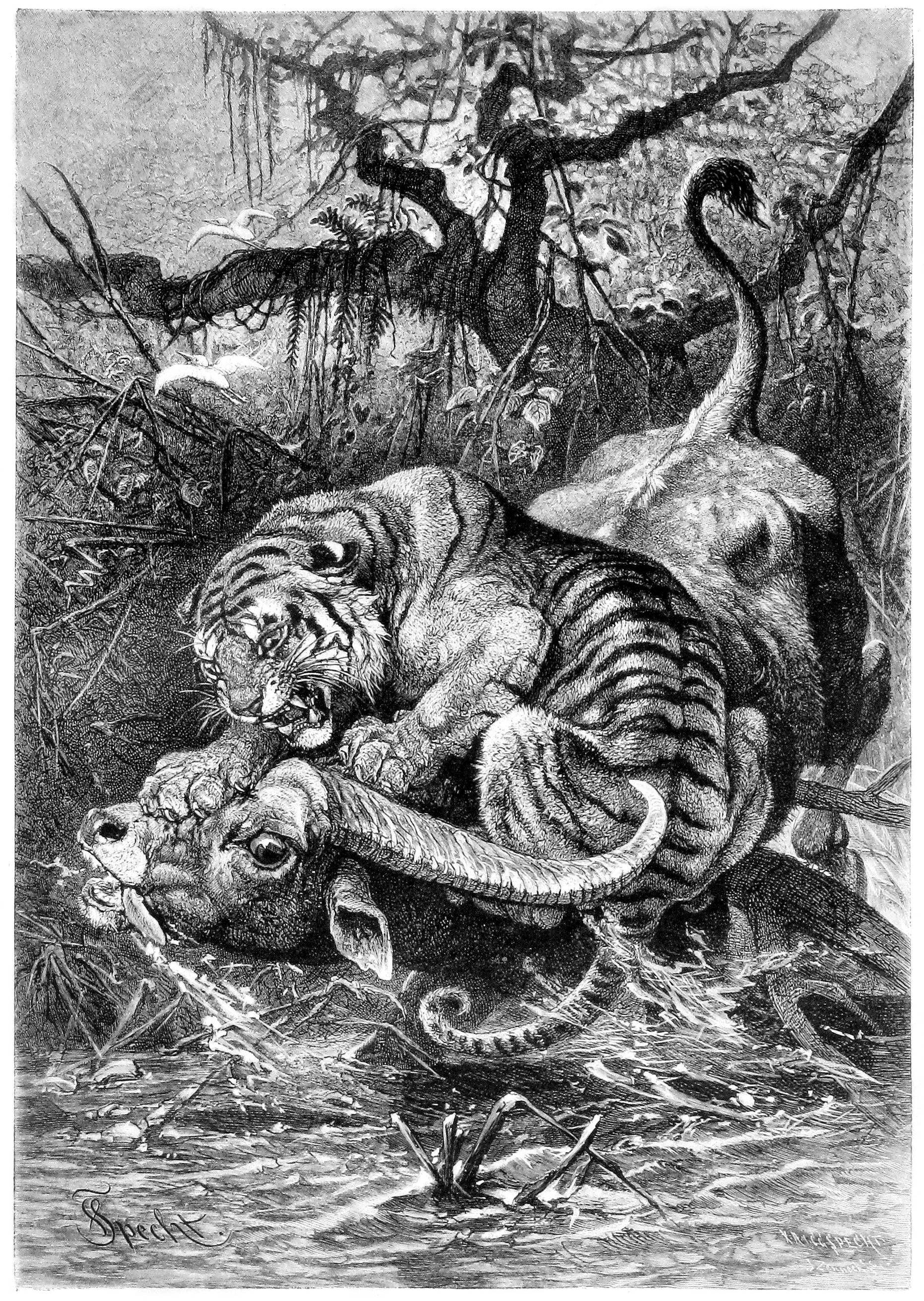
Một bức họa mô tả cảnh hổ vồ trâu rừng, những kỹ thuật chiến đấu điêu luyện của loài hổ khiến con người mô phỏng và sáng tạo ra những chiêu thức võ hổ lợi hại

Trong tự nhiên, hổ là loài động vật thuộc nhóm động vật ăn thịt đầu bảng, với thân thể to lớn, bộ lông vằn vện, hàm răng khỏe, móng vuốt nguy hiểm, sức mạnh và tốc độ rất cao nên hổ được mệnh danh là chúa tể sơn lâm và ít khi có kẻ thù tự nhiên. Tuy vậy với môi trường rừng rậm với hệ sinh thái đa dạng, hổ cũng có những trận chiến đấu sống mái với các dã thú và con mồi cũng như những trận quyết đấu với những con hổ khác để sinh tồn, cạnh tranh lãnh thổ, giành quyền giao phối, bảo vệ con cái… những đối thủ của hổ đa dạng như voi, gấu, sói lửa trâu rừng, bò tót, và cá sấu, chúng còn giết cả tê giác khi đang sinh con, thậm chí có những cuộc quyết đấu với những con trâu nhà để ăn thịt chúng
Với kỹ năng chiến đấu tuyệt vời, sức mạnh và sự lanh lẹn hung dữ của mình hổ đã làm các loài vật khác phải khiếp sợ, khả năng chiến đấu của hổ rất cao, đặc biệt là hổ trảo, hổ thường tận dụng sức bật, sự dẻo dai cùng móng vuốt sắc nhọn và các cú vả, bạt như trời giáng khi cận chiến với đối thủ cùng với những vũ khí của hổ như hàm răng nanh dài nhọn, rằng hàm khỏe, bộ móng vuốt sắc nhọn, sức mạnh của những cú tát, cú vồ, những cú cắn chí mạng vào chỗ hiểm cùng tiếng gầm gừ dữ tợn. Hổ tuy có thân hình to lớn, nhưng di chuyển rất nhanh, mạnh Từ thời xưa, Khổng Tử đã có câu: phong tòng hổ (gió theo hổ), ông ta nói như vậy bởi vì hổ chạy nhanh như gió cuốn
Ngoài ra, đuôi hổ giữ vai trò quan trọng trong các động tác vồ, nhảy qua trái hoặc phải, xoay trở trước, sau, cùng với sức bật tốt, Nó có thể cắn họng một con bê, nhảy vọt qua hàng rào cao vài mét khiến hổ trở thành sức mạnh được coi là vô địch. Đối với con mồi thì hổ chế ngự con mồi của chúng từ mọi góc độ, thông thường từ những cuộc tập kích và cắn cổ, thông thường là để làm gãy cột sống hay khí quản của con mồi, hay làm tổn thương tĩnh mạch hoặc động mạch chủ. Đòn mạnh nhất của loài hổ là vả thật mạnh vào khu vực mặt và cổ của đối phương, với nanh vuốt cực sắc nhọn, chiêu đòn này thường khiến con mồi bất động ngay tại chỗ. Trong khi chiến đấu hổ còn có một tuyệt chiêu mà giới võ học gọi là thế trâu vằng với việc con hổ khi chiến đầu thường nằm ngửa, chổng bốn chân lên trời để thế để giết con mồi, nếu con mồi hoặc con người sơ ý nhảy vào tấn công là sẽ bị tấn công bằng một đòn chí mạng 
Hổ thường chỉ tấn công con người trong trường hợp tự vệ vì con người không phải là con mồi ưa thích của hổ, tuy vậy cũng vì nhiều lý do khác nhau, hổ nhiều khi vồ, bắt và ăn thịt người. Khi gặp người hoặc rình bắt người, hổ sẽ tấn công bất ngờ từ đằng sau, nếu con người bỏ chạy giống như chó nó sẽ đuổi theo vồ, nhưng nhìn thẳng vào mắt nó, nó sẽ gườm đồng thời khi mặt đối mặt, con hổ sẽ thủ thế, lấy đà chụp mồi, nếu nó đập đuôi bên phải, sẽ phóng về bên trái, và ngược lại, vồ thẳng thì đuôi duỗi thẳng, Khi giao đấu với người, cọp luôn muốn đoạt vũ khí của người rồi mới dùng chân tát một cú chí mạng, hay vồ đến cắn xé, lúc muốn đoạt vũ khí, chúng sẽ giương vuốt và chồm lên, hổ thường tấn công theo kiểu lao lên không trung rồi phóng xuống chụp mồi, nên nó rất sợ có vật nhọn giương lên trời. Khi phóng đến con mồi, nó sẽ dùng cánh tay để thực hiện một cú tát, cú tát của hổ có thể hổ sẽ khiến cổ trâu, bò phải gãy, trẹo đi hoặc làm vỡ sọ của một con gia súc, gãy lưng của một con gấu lười hay dễ dàng lấy mạng của một con sói lửa.
Hổ có vị trí chủ đạo trong Võ thuật cổ truyền, có nhiều bài quyền về hổ. Các hệ phái về Hổ quyền là tượng hình quyền trong Võ thuật cổ truyền. Hổ quyền mô phỏng động tác, tư thế tấn công, phòng thủ của loài hổ trong đời sống rừng xanh hoang dã và chú trọng vào luyện gân cốt, chỉ lực cùng sự vững chãi, nhanh nhẹn. Động tác tấn công của cọp là động tác ép tới giống như đang bị xô bởi một cỗ xe. Sức cọp là một loại ngoại lực cương mãnh hung bạo. Từ thế kỷ thứ II của Công Nguyên ở Trung Quốc đã xuất hiện bài ngũ cầm hý của Hoa Đà trong đó có mô phỏng động tác của loài hổ, và sau đó đến Hình ý quyền của phái Thiếu Lâm, Ngũ hình quyền, Thập Hình quyền, Hổ hình quyền của Hồng Hy Quan, Hổ hạc song hình quyền, Tượng hình quyền, Thập nhị hình quyền của Hình ý quyền (võ Thiếu Lâm), Bạch Hổ Quyền của Lâm Đạo Thai chuyên đánh vào tử huyệt, bắt nguồn từ việc quan sát trận chiến giữa hổ trắng và khỉ đột, Trung Ngoại Chu Gia của Trung Quốc có các chiêu tiểu phục hổ quyền và Hổ báo quyền, Mãnh hổ xuất lâm của Bạch Mi quyền, Nam quyền, Phách quải quyền, Hắc hổ quyền đạo tuyệt kỹ hổ trảo Võ lâm vườn trầu, Hóc Môn. Người làng võ thường xếp hổ quyền vào nhóm ngạnh công bởi tính chất cương mãnh của nó. Phái Thiếu Lâm có khẩu quyết Hổ quyền luyện cố, nghĩa là võ hổ lấy việc luyện tập xương cốt làm nền tảng.
Trong Ngũ hình quyền của Trung Quốc thì hổ ở vị trí thứ hai, sau rồng gồm Long, Hổ, Xà, Hạc, Báo, điều đáng lưu ý khi con vật này được nhắc đền đầu tiên trong hệ thống ngũ hình quyền cũng như hình ý quyền nói chung, nó cũng là con vật được nhắc đến nhiều nhất trong các bài mô phỏng về động tác của thú, trong hình ý quyền thì hổ thuộc mạng mộc và tiêu biểu cho mùa xuân. Ở Việt Nam có bài Ngũ hổ cứ sơn tả về năm con hổ gồm Ngũ hổ là Hắc hổ, Thanh hổ, Xích hổ, Hoàng hổ, Bạch hổ. Màu sắc và phương vị trấn giữ của Ngũ hổ cũng theo ngũ hành mà sắp đặt.
- Hắc Hổ tướng quân màu đen, trấn nhậm ở phương Bắc, thuộc Thủy.
- Thanh Hổ tướng quân màu xanh, trấn nhậm ở phương Đông, thuộc Mộc.
- Xích Hổ tướng quân màu đỏ, trấn nhậm ở phương Nam, thuộc Hoả.
- Hoàng Hổ tướng quân màu vàng, trấn nhậm ở Trung ương tứ quý, thuộc Thổ.
- Bạch Hổ tướng quân màu trắng, trấn nhậm ở phương Tây, thuộc Kim.

Lời thiệu trong bài quyền Hùng kê quyền cũng có nhắc đến hình tượng con hổ trắng và cây thương. Trấn ải kim thương như Bạch Hổ/Thủ quan ngân kiếm tựa Thanh Long, dịch nghĩa: Trấn ải, thương vàng như cọp trắng/Giữ quan, kiếm bạc tựa thanh long
Có rất nhiều chiêu thức chiến đấu tượng hình đặc thù mang tên loài hổ để diễn tả các thế đánh Võ thuật cổ truyền thường gặp ở các bài quyền truyền thống: Bạch hổ khởi động, Nhị hổ tiềm tung, Mãnh hổ xuất sơn, Hắc hổ hạ sơn, Ngọa hổ phục lâm, Hiện Long tàng hổ, Hồi đầu hổ vĩ, Hổ bằng báo lang, Mãnh hổ phục địa, Ngạ hổ tha dương, Sơn trung cầm hổ, Lãn hổ thân yêu, Lão hổ thượng sơn, Bạch hổ xuất động…, Đại Phục Hổ quyền, Tiểu Phục Hổ quyền, Cung Tự Phục Hổ Quyền ngoài ra còn có các tuyệt chiêu như Hổ vĩ cước, Hổ Hạc Song Hình Quyền, Phục hổ la hán quyền, Hắc hổ thâu tâm, ngoài ra còn có các thế đánh bằng trảo thủ trong Hổ hình quyền như: Mãnh Hổ Hồi Đầu, Ngạ Hổ Khiên Dương, đặc biệt là Lão Hổ Tiển Đầu; Mãnh Hổ Thôi Sơn. Trong Bạch Hổ võ phái tương truyền do Nguyễn Hữu Cảnh sáng lập là môn quyền cước chiến đấu, chú trọng đến kỹ thuật cận chiến, mọi đòn tấn công đều nhắm vào chỗ hiểm trên thân thể đối phương. Đặc biệt, trong kỹ thuật thủ pháp, môn phái này sử dụng khá nhiều đòn tay mô phỏng bàn tay hổ và được gọi là hổ trảo.
Hình tượng của hổ với sức mạnh của mãnh chúa rừng xanh đã đi vào võ cổ truyền Việt Nam như một nét đẹp của văn hóa Việt và tinh thần thượng võ. Trong võ cổ truyền Việt Nam, võ hổ xuất hiện khá nhiều như Mãnh hổ xuất sơn, Hắc hổ xuyên tâm, Long hổ quyền của hệ phái Nam Hồng Sơn, Phục hổ công, Mãnh hổ quyền của Thăng Long võ đạo, Hồng hổ quyền của Tây Sơn Bình Định… Võ Bình Định- Tây Sơn nửa sau thế kỷ XVIII, Với phái võ An Thái - Bình Định góp phần hình thành hệ thống quyền thuật của môn phái khá chặt chẽ, được xây dựng dựa trên 4 bộ chính: Hổ quyền, Long quyền, Hầu quyền và Xà quyền. Trong đó, Hổ quyền và Long quyền thuộc Ngạnh công, được coi là nền tảng Miên công chỉ được truyền thụ khi đã luyện qua Hổ quyền và Long quyền… Cũng ở vùng Bình Định trong môn phái An Thái có Thảo Tam Cước Hổ, tức là ba bước chân cọp chứ không phải là con cọp có ba chân, bộ quyền này thuộc Hổ quyền có các bài quyền như Thần Đồng, Ngọc Trản, Lão Mai, Lão Hổ... Ngoài ra, các võ sư ở Việt Nam còn nghiên cứu từ các loài vật trong tự nhiên, sáng tạo thành những bài hình tượng quyền như Ngũ cầm quyền (long, hổ, báo, xà, hạc), Mãnh hổ xuất sơn...muốn thành đạt môn Hổ quyền phải tập luyện đều đặn từ 1 đến 3 năm. Hổ Quyền được ứng với một con vật trong Đồ hình Bát Quái tám con vật, gồm: Hổ, hạc, nhạn, gà (kê), chim phụng, rắn, long, khỉ. Mỗi con vật ứng với một quẻ, được thiết lập ở một hướng khác nhau, trong đó ở quẻ con hổ (trong võ học gọi là Hổ tấn-tức là bộ ngựa con cọp, ư thế này như hổ chuẩn bị tấn công với các ngón tay cong đều, hơi hở ra như móng hổ đang vồ mồi - trong võ học gọi là Hổ trảo)…
Bài quyền Lão hổ thượng sơn là một trong 10 bài võ được liên đoàn Võ thuật cổ truyền Việt Nam đưa vào chương trình huấn luyện bắt buộc và biểu diễn trong hệ thống thi đấu quốc gia. Lấy chúa sơn lâm làm hình tượng, bài quyền là sự thể hiện sức mạnh và thần thái uy nghi của loài hổ. Các động tác dứt khoát, xoay chuyển biến hóa, dũng mãnh mô phỏng động tác, tư thế tấn công, phòng thủ của loài hổ trong rừng đời sống hoang dã rừng xanh. Ngoài ra còn có thế võ Tam bộ hổ hay Quyền 3 chân hổ là tuyệt kỹ công phu có từ gần 200 năm trước, xuất phát từ đất võ Bình Định được khai sinh tại khu vực núi Bà thuộc huyện Phù Cát, tỉnh Bình Định xuất phát từ đụng độ với loài cọp. Đây là bài quyền thể hiện oai lực của con hổ ba chân đang săn mồi. Không chỉ di chuyển bước chân, luyện tấn pháp, người tập phải luyện bộ tay (luyện hổ trảo) vì vũ khí của hổ là vuốt. Chụp được mồi, xé mồi, cắn mồi được cũng chính là vuốt.
 để phản xạ nhanh bắt đòn đối phương thể hiện sức mạnh của loài hổ đồng thời người luyện phải nắm được cái thần thái của con hổ và biến mình thành mãnh hổ với đủ mọi vũ khí của con cọp
Trong môn võ Karate, hổ cũng được coi như là một biểu tượng của sức mạnh và lòng can đảm, và là cảm hứng cho Võ sư Gichin Funakoshi sáng lập ra phong cách Shotokan của hệ phái Shotokai, đến nay, hệ phái võ Không Thủ Đạo (Karate) Shotokan (松濤館 Shōtōkan?) cũng dùng hình ảnh con hổ làm biểu trưng cho hệ phái của mình. Biểu trưng của phái võ Tân Khánh Bà Trà là hình ảnh một võ sư tung cú đá vào đầu con hổ lớn trong tư thế đẹp. Đây chính là bắt nguồn từ những trận đả hổ của các bậc tiền bối, môn phái Bạch Hổ Lâm ở Quảng Bình cũng có biểu tượng hổ, lò võ Bạch Hổ của võ sư Võ Thiện Đường ở Trung Nhứt, Trà Bay, Cần Thơ lấy linh vật là con hổ trắng vì Bạch Hổ là tướng tinh, biểu tượng sức mạnh của Tiết Nhơn Quý trong truyện Trung Quốc. Cọp là chúa tể sơn lâm, cọp trắng lại là chúa tể của chúa tể, nó còn gắn liền với truyền thuyết Bạch hổ ở Cần Thơ.

## Chiêm tinh, nhân tướng
Trong hệ thống vật biểu theo Ngũ hành, con hổ trấn giữ phương Tây và được dân gian tôn là linh vật. Bộ vật biểu cho 5 phương là Thanh Long (Rồng xanh án ngữ phương Đông), Bạch Hổ (Hổ trắng coi trấn phương Tây), Chu Tước (Chim sẻ đỏ quy tụ phương Nam), Huyền Vũ (Rùa đen cai quản phương Bắc) và Phượng Hoàng. Theo ý nghĩa này, Hổ trắng tuy là loài động vật có thật nhưng lại được xem là vật biểu mang tính ước lệ. và cũng là con vật năm trong nhóm tứ tượng hay tứ thánh thú gồm rồng, hổ, rùa, chim sẻ. Hổ còn là con vật linh thiêng nằm trong bộ Tứ Linh là Long, Phượng, Quy, Hổ hoặc Bát vật (gồm: Long, Lân, Quy, Phượng, Ngư, Bức, Hạc, Hổ. Trong phong thủy thường dùng hai phạm trù là Tả Thanh Long-Hữu Bạch hổ để chỉ hai cục thế bên cạnh huyệt, thường dùng để xem về địa thế (địa thế rồng cuộn, hổ ngồi hay là nơi ngọa hổ, tàng long).
Trong lịch Can chi thì hổ đứng hàng thứ ba của 12 con giáp, mang tên Dần. Về mặt chiết tự, chữ Dần trong chữ tượng hình Trung Hoa có hình dáng con mãnh hổ đang xông tới uy phong lẫm liệt, đôi mắt trừng trừng. Hổ còn nhập hệ lịch can chi 12 con vật, là biểu tượng chi Dần với những ý nghĩa triết lý - nhân văn sâu sắc. Tháng con hổ là tháng Giêng, đầu xuân, đầu năm mới, tháng mà 3 khí dương (của trời) cân bằng với 3 khí âm (của đất), do đó cũng là tháng mở đầu của con người (nhân sinh ư dần), vì con người là sự cân bằng giữa trời - đất và con người khoẻ mạnh là sự cân bằng âm - dương, nóng - lạnh từ nội tạng… Trong 12 con giáp thuộc cung Hoàng đạo thì hổ là con vật đứng thứ hàng thứ ba sau Chuột (Tý), Trâu (Sửu). Hổ đứng ở phương Đông, cung Dần, góc vuông thứ nhất của môn toán học tử vi, gắn với Nam Á. Tính cách con giáp của hổ là tính cách của một năm mạnh mẽ nhất về sức khỏe, sung mãn về làm ăn kinh tế, mở mang về học vấn và tính vượng khí của trục Dần-Thân đầy sức chi định. Trong nhân tướng học, hổ là con vật linh thiêng và đầy uy quyền thường được thờ phụng, chính vì thế nó là biểu tượng cho quyền lực, cho công danh học hành và sự tăng tiến trong kinh doanh. Cũng có thể bổ trợ cho bản mệnh người tuổi Dần. 

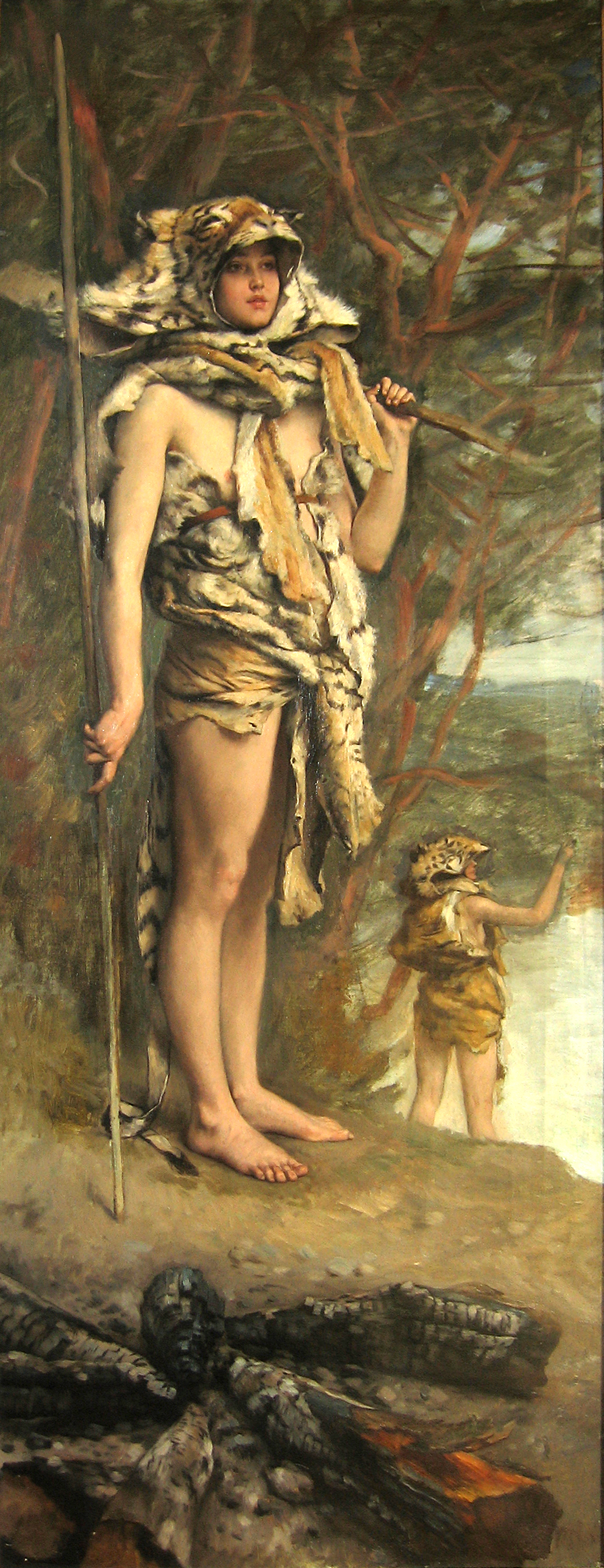
Những cô gái khoác áo da hổ

Theo Thuyết văn, chữ Dần biểu thị cho mùa xuân đương đến, dương khí đang lên. Tháng Giêng đầu năm gọi là tháng Dần, là tháng mở đầu cho con người Nhân sinh ư Dần. Năm Dần cầm tinh con hổ, quan điểm người xưa thường coi đó là năm tốt, sanh được con trai thì càng quý bởi hổ tượng trưng cho thế và lực, cho sự oai phong lẫm liệt và sức mạnh phi thường và những người cầm tinh con hổ cũng được coi là có cá tính, mạnh mẽ, người tuổi hổ rất nhạy cảm, dễ xúc động, có nhiều năng lực, còn tình yêu đối với người tuổi hổ thật nồng nàn và mãnh liệt Theo quan niệm của tử vi phương Đông, người con trai sinh tuổi Hổ (Dần) thường có tư chất thủ lĩnh, tướng mạo oai phong, tính cách nóng nảy, quyết đoán, can trường, kiêu hãnh, đầy đam mê, nhân hậu. Riêng đối với những người con gái sinh năm Dần thường được coi là cao số và hay lận đận trong đường tình duyên, gia đình và người ta hay xây dựng hình tượng những cô gái này là nóng tính, đanh đá, kiêu căng vì mang tuổi chúa sơn lâm thì phải cần người hầu hạ đặc biệt con gái tuổi dần không hợp với người sinh tuổi Hợi vì quan niệm hổ sẽ vồ lợn trong lý thuyết tứ hành xung gồm dần-thân-tỵ-hợi.
Một số Danh nhân tuổi Hổ có những nhân vật xuất chúng, sự nghiệp lẫy lừng có thể kể đến là:
- Nhà toán học Hi Lạp Euclide (Canh Dần, 330-257 tr. CN)
- Vua Trần Thái Tông (Mậu Dần, 1218-1277)
- Francois Reblais (Giáp Dần, 1494-1553)
- Tướng quân Tokugawa Ieyasu (Nhâm Dần, 1542-1616)
- Danh nhân Lý Thời Trân (Mậu Dần, 1578-1657)
- Triết gia Hegel Goerg Wilhelm Friedric (Canh Dần, 1770-1831)
- Nhà sử học Phan Huy Chú (Nhâm Dần, 1782-1840)
- Nhà triết học Các Mác (Mậu Dần, 1818-1883)
- Nhà văn Ivan Sergeevits Turgenev (Tuốc-Ghê-Nhép) (Mậu Dần, 1818-1883)
- Tổng thống Tôn Trung Sơn (Bính Dần, 1866-1925)
- Chủ tịch Hồ Chí Minh (Canh Dần, 1890-1969)
- Tướng De Gaulle (Canh Dần, 1890-1970)
- Boris Pasternak
- Agatha Christie, nữ nhà văn Anh
- Dwight David Eisenhower, tổng thống Mỹ

Khi giành được giang san, nhà Nguyễn lựa chọn việc đặt kinh đô. Và nhà Nguyễn đã chọn Kinh thành Huế với địa thế Tả Thanh long, Hữu Bạch hổ - Thanh long, Bạch hổ là hai trong bốn thánh thú hợp thành tứ tượng hay tứ thánh thú. Bạch Hổ còn được xem là linh vật thiêng liêng thuộc về hành Kim ở phía Tây, tương ứng với mùa thu. Từ khi Nguyễn Hoàng vào trấn thủ đất Thuận Hóa, đã có tám lần các chúa Nguyễn thiên di thủ phủ rồi cuối cùng trở về lại Phú Xuân. Năm 1805, Kinh thành Huế được khởi công xây dựng, nhà Nguyễn đã chọn xây kinh thành về hướng Đông Nam (thuộc phương Nam) hai bên có cồn Hến và cồn Dã Viên tạo thế Tả Thanh long, Hữu Bạch hổ chầu về trọng địa Kinh thành. Đó là thế rồng chầu hổ phục bảo vệ cho vương triều. Hữu Bạch hổ (cọp trắng ở phía phải) là chỉ cồn Dã Viên, nằm ở phía tây Kinh thành Huế. Ngoài ra, Cồn Dã Viên còn gắn với một dấu ấn khác: cầu Bạch Hổ. Tương truyền, khi cầu Bạch Hổ (lúc đó chưa được đặt tên) đang được xây cất, có một con hổ trắng đến ngồi ở giữa cầu khiến mọi người đều hoảng hốt bỏ chạy. Cũng chính vì thế mà cây cầu này được gọi là cầu Bạch Hổ trong tư tưởng phong thủy của các nhà địa lý thì nó được xem như Bạch Hổ chầu bên hữu của Kinh thành.

## Trong các nền văn hóa

### Châu Á

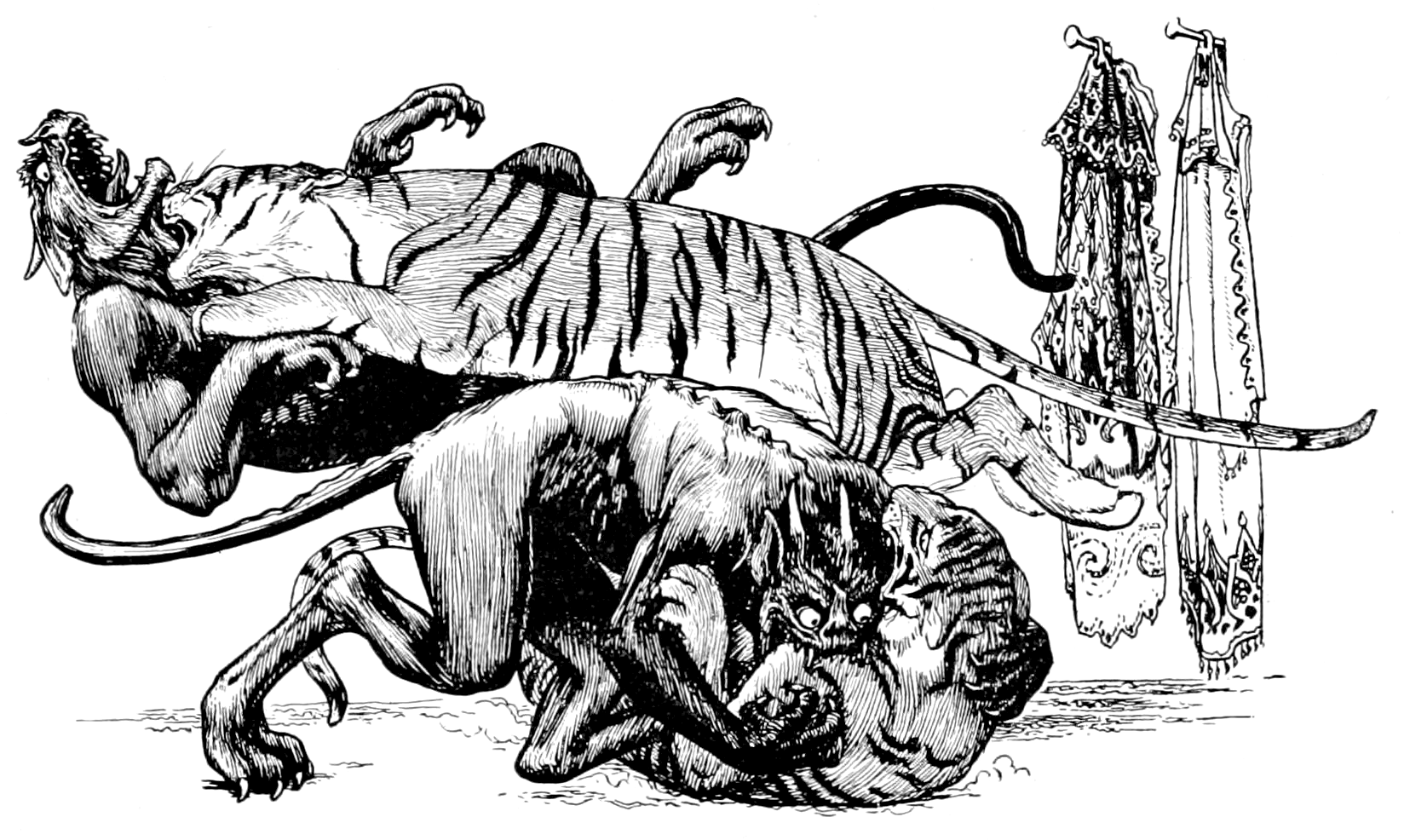
Hổ đang chiến đấu với yêu quái

Ở châu Á nói chung, hổ đôi khi thường đóng vai trò của một con ma mèo (Werecat) hay còn gọi là hổ thành tinh, hổ tinh hay hổ yêu tinh hay ma hổ, đó là những con yêu tinh được hư cấu xoay quanh hình tượng con hổ. Ở Ấn Độ, hổ thành tinh thường là một thầy phù thủy nguy hiểm, được miêu tả là một mối đe dọa cho những người chăn nuôi gia súc. Ở Thái Lan một con hổ mà ăn thịt nhiều con người có thể trở thành một con hổ tinh. Ngoài ra còn có các loại ma hổ chẳng hạn như phù thủy với quyền năng lớn, có thể thay đổi hình dạng để trở thành động vật. Trong dân gian Indonesia và Malaysia có một loại hổ tinh được gọi là Hổ jadian (Harimau jadian), con yêu tinh này có sức mạnh được truyền lại và biết sử dụng phép thuật, sự quyến rũ nhưng nó không phải thù địch với người đàn ông. Trong các sinh vật truyền thuyết ở Nhật Bản có quái vật Nue (鵺), đây là một con quái vật tổng hợp các bộ phận của nhiều loài động vật trong đó nó có tấm thân, cái chân và bộ da của một con hổ. Tại Miến Điện, Hổ (ကျား kya) cũng là biểu tượng của 12 cung hoàng đạo và là ngày thứ 2 đầu tuần và theo hướng đông. Trong văn hóa người Bali, hổ chiếm một vị trí đặc biệt trong văn hóa dân gian nước này, điều này thể hiện ở những bức họa Kamasan của Vương quốc Klungkung

#### Malaysia
Hổ Mã Lai là biểu tượng quốc gia của Malaysia, nó xuất hiện trên quốc huy Malaysia cũng như trong biểu trưng của một loạt các tổ chức nhà nước của Malaysia, như của Maybank, Tập tinm Negara Malaysia và FAM. Nó tượng trưng cho lòng dũng cảm và sức mạnh của người Mã Lai. Hổ Mã Lai được miêu tả nổi bật trong văn hóa dân gian Malaysia, trong vai trò của một trong số các kẻ thù của Sang Kancil (hươu chuột), cũng ở Mã Lai, những vị thầy lang có phép biến hóa thành hổ gợi nhắc đến chi tiết nhiều sắc dân ở vùng Đông Nam Á, con hổ được tổ phụ huyền thoại được xem như thầy truyền pháp vì hính hổ dẫn các tín đồ mới vào rừng để truyền phép cho họ, thực tế là để giết họ và làm họ sống lại.

#### Lưỡng Hà
Ở vùng Lưỡng Hà, có những hình tượng khắc ghi về người anh hùng huyền thoại Gilgamesh đã đánh bại người mục tử hung ác và biến nó thành con hổ và những di chỉ của dấu ấn Mohenjodaro ở lưu vực sông Ấn thì vị anh hùng này còn được mô tả cảnh đang vật lộn với hai con hổ, những con hổ còn thường được miêu tả ngay cả trong nghệ thuật của nền văn hóa thảo nguyên châu Á khoảng từ 1000-500 trước Công nguyên mà tiêu biểu là của người Scythia. Trong nghệ thuật Iran cổ đại thì hình ảnh của hổ một mô hình tương đối hiếm, mặc dù những con hổ phân bố tương đối nhiều ở vùng này. Truyền thuyết Hy Lạp, giải thích tại sao người ta đặt tên Tigre hay Tigrit (con hổ) cho một con sông ở Mésopotamie (Lưỡng Hà), con sông đó trước kia tên là Sollax. Để quyến rũ một nữ thần sông núi châu Á là Alphésibée mà thần say mê, Dionysos đã hóa thành hổ. Chạy đến bờ sông, Alphésibée không thể trốn đi đâu nữa và phải để cho con ác thú túm lấy mình, và nó đã đưa thần sang bờ bên kia. Con trai họ, Médès, là bán thần được lấy tên đặt cho dân tộc Mèdes còn con sông thì được đặt tên là Tigre, để tưởng nhớ nữ thần sông núi và vị thần đã hợp thân trên bờ sông này. Theo những truyền thuyết khác bắt nguồn từ Babylone, sông Tigre sinh ra từ đôi mắt Đấng tạo hóa Mardouk

#### Vùng Siberia

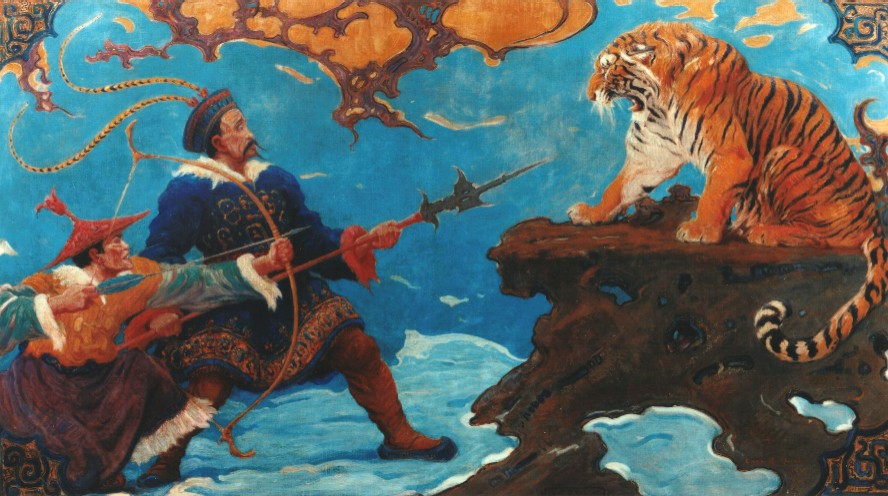
Cảnh săn hổ ở Mãn Châu

Hổ đã để lại những dấu ấn đối với các dân tộc tại vùng Siberia vùng đất nơi cư ngụ của giống hổ Mãn Châu to lớn. Người Tungus, một dân tộc ở vùng Siberia gọi giống hổ Mãn Châu bằng tên gọi với ý nghĩa tôn xưng là Ông hay Ông già, người Udege và người Nanai gọi hổ Mãn Châu bằng tên gọi Amba với ý nghĩa sùng kính cùng với gấu (Doonta). Người Mãn Châu gọi tên hổ với ý nghĩa là vua (Hu Lin) đối với người Ghiliak thì hổ với cuộc sống và tập tính của nó, là một con người đích thực, chỉ tạm thời khoác hình dáng hổ. Theo ghi chú của Uno Harva thì Sternberg đã xác nhận ở lưu vực sông Amur có nhiều bộ lạc cho mình xuất thân từ hổ hay từ gấu, bởi thủy tổ của họ đã nằm mơ có quan hệ tình dục với những con vật này.

#### Tây Tạng
Trên cờ Lungta/rlung-rta (cờ cầu nguyện ở Tây Tạng) thường có sự hiện diện của bốn linh vật ở mỗi góc, được gọi là Tứ linh (Shambhala Terma) bao gồm là Sư Tử Tuyết trắng (seng) ở phương Đông, Hổ (tak) là con Hổ vàng trụ ở phương Tây, Rồng Xanh (druk) ở phương Nam, Mệnh lệnh điểu (kyung) ở phương Bắc Hổ vàng tượng trưng cho niềm kiêu hãnh vô điều kiện, sự tỉnh thức và lòng khiêm hạ, Hổ vàng an trụ trong tư thế thư giãn tự nhiên của sự hài lòng và viên mãn mọi tâm nguyện, thế đứng của hổ vàng đẹp nhất trong các loài vật và hổ cũng là loài có bộ lông đẹp nhất trong tất cả các loài vật. Răng Nanh và móng vuốt của nó nêu biểu sức mạnh và nghệ thuật. Hổ tượng trưng cho vị thần hộ trì chống trộm cắp và hỏa hoạn. Sự hiện diện của Hổ vàng ở phương Tây nêu biểu cho thành công nhiều phương diện, Hổ vàng bảo hộ chúng sinh trong khu vực lân cận khỏi những ảnh hưởng của năng lượng tiêu cực từ phương Tây.

#### Ấn Độ
Đối với những dân tộc ở vùng Ấn Độ, với đặc điểm là khu vực phân bố nhiều loài hổ nhất trên thế giới cho nên từ lâu trong văn hóa, hổ đã hiện diện rõ rệt ở đây. Trong tranh tượng đạo Hinđu, da hổ là một chiến quả của thần Siva và Hổ là vật cưỡi của thần Shakti, của năng lượng thiên nhiên mà Siva đã không phục tùng và ngược lại, đã chế ngự (Choc, Dana, Crad, Gues, Kall, Lecc, Ogrj). Hổ còn là vật cưỡi của nữ thần Durga trong cuộc chiến chống lại ác quỷ Parvati, ở miền Nam Ấn Độ thì hổ là bạn của vị thần Ayyappan Hổ là một trong những động vật được khắc họa ở dấu ấn Pashupati của nền văn minh Sông Ấn đã tàn lụi. Những hình ảnh của hổ được in trên phù hiệu của Vương triều Chola và những đồng tiền của vương triều này. Những dấu ấn của vương triều Chola hiển thị hình ảnh của hổ và quốc huy của vương triều Pandya cũng có hình của những con hổ Trong Phật giáo Ấn Độ, hổ cùng với khỉ và hươu cũng là một trong ba linh vật thiêng liêng Cũng trong Phật giáo, con hổ biểu tượng cho sức mạnh của niềm tin, sự chiến thắng mọi trở ngại trên con đường tu chứng do đó hình ảnh thường thấy là hình tượng Bồ Tát Văn Thù cưỡi trên lưng hổ và đó là sự tượng trưng cho sự diệt trừ được tham, sân, si và ác nghiệp, tu thành quả Phật.

### Phương Tây

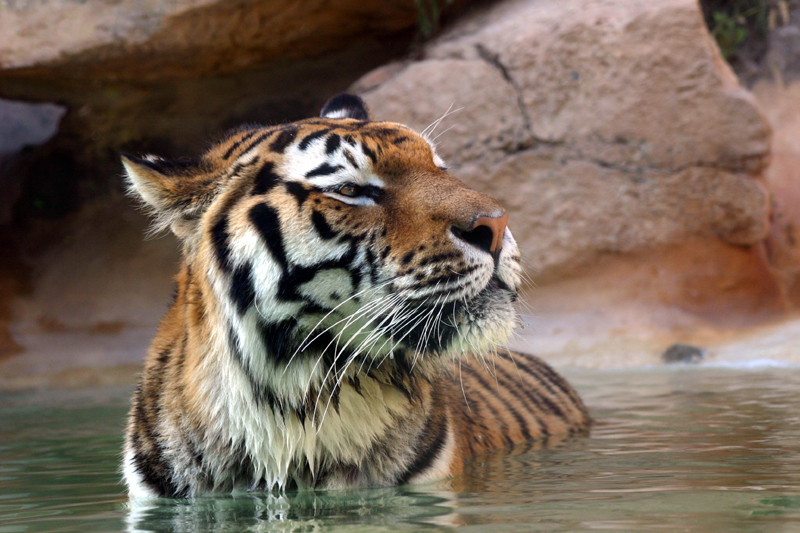
Trong văn hóa phương Tây thì hình ảnh của con hổ không phổ biến, nó không được tìm thấy trong Kinh Thánh

#### Hy Lạp cổ đại
Trong thời kỳ Hy Lạp cổ đại cũng như ở châu Âu, con hổ được biết đến thường là chỉ thông qua các chiến dịch của Alexander Đại đế viễn chinh đến Châu Á. Con hổ đầu tiên được người phương Tây mục sở thị là một món quà từ vua Seleukos gửi đến Athens. Tại thời điểm này sư tử hoang dã vẫn đang sinh sống ở Hy Lạp, điều này giải thích lý do tại sao hình tượng con con sư tử trong văn hóa phương Tây phổ biến hơn rất nhiều so với con hổ và cũng bởi vì hổ không sinh sống ở châu Âu và hình ảnh của nó không được tìm thấy trong Kinh Thánh cho nên dường như con hổ đã rơi vào quên lãng ở châu lục này trong một thời gian dài.

#### La Mã cổ đại
Trong thời kỳ La Mã cổ đại, con hổ đã được nuôi trong các rạp xiếc. Con hổ đầu tiên tại Rome là một món quà của Augustus từ Ấn Độ trong những năm 19 trước Công nguyên, con hổ thứ hai là việc mở cửa của Nhà hát của Marcellus trong 11 trước Công nguyên cho dân chúng được chứng kiến. Hổ là loài dã thú có sức mạnh và được sử dụng vào những cuộc chiến đấu và mua vui vào thời La Mã cổ đại, trong các rạp xiếc, những con dã thú thường được tổ chức đọ sức với nhau, những dã thú ăn thịt hoặc có sức mạnh như hổ, sư tử, gấu, báo, voi rừng, tê giác, lợn lòi.... được sắp xếp trong một cuộc đấu mua vui cho giới quý tộc cũng như giới bình dân để giải trí cũng như thỏa mãn mục sở thị. Những bức phù điêu, chạm trổ trong một thần điện tại Pompeii cho thấy một cuộc chiến giữa một con sư tử và hổ. Cuộc quyết đấu giữa cặp đôi hổ và sư tử được coi là kinh điển nhất và tỷ lệ đặt cược thường ủng hộ cho những con hổ. và trong những cuộc chiến như thế này, hổ thường giành phần thắng và là kẻ cuối cùng bước ra khỏi đấu trường.

#### Trung đại
Chỉ cho đến chuyến đi của Marco Polo đến châu Á vào thế kỷ XIII, ông đã phát hiện và mô tả lại cho người châu Âu về hổ. Marco Polo đã nhìn thấy chúng lần đầu tiên tại hoàng cung của Hốt Tất Liệt, Marco Polo mô tả nó như một con sư tử, thậm chí còn to lớn hơn và nó có sọc màu đen, trắng và màu đỏ. Con hổ đầu tiên đến châu Âu trong giai đoạn hậu La Mã là một con hổ thuộc sở hữu của nữ công tước Savoy ở Turin vào năm 1478, một thời gian ngắn sau khi chuyển đến một địa điểm khác ở châu Âu.

## Trong truyền thông, giải trí
Hổ cũng xuất hiện nhiều trong các bộ phim ảnh, phim hoạt hình, Trong bộ phim Cậu bé rừng xanh công chiếu vào năm 1942 do Sabu Dastagir vào vai Mowgli. Thì con hổ Shere Khan được mô tả đúng như tiểu thuyết là một con hổ hung ác, và sau này bị Mơgli giết chết trong một trận đánh diễn ra dưới nước. Trong bộ phim Cậu bé rừng xanh (năm 1994) của Mỹ với sự tham gia của ngôi sao Jason Scott Lee vào vai Mowgli thì con hổ Shere Khan được mô tả có khác với tiểu thuyết, trong phim, Shere Khan thực sự là một con hổ thiêng, có nhiệm vụ thực thi Luật của rừng xanh, nó là một con hổ tinh khôn, đóng vai trò là người canh giữa ngôi đền thiêng trong rừng già Ấn Độ và là vị chúa tể của cả Khu rừng này, Shere Khan sẽ vồ những kẻ xấu và vi phạm luật của rừng xanh. Sau đó tiếp tục có hai bộ phim hoạt hình về chủ đề này là Cậu bé rừng xanh chiếu năm 1967 và Cậu Bé Rừng Xanh 2 (2003).
Một bộ phim nổi danh khác là Tây Du Ký (năm 1986) trong đó có cảnh Đường Tăng hóa hổ trong tập 11 Cầu viện Mỹ Hầu Vương, đây là một cảnh quay hết sức khó khăn và vất vả lúc bấy giờ. Ban đầu đoàn làm phim chọn một chú hổ trong Vườn bách thú Tân Hương, tuy nhiên Chú hổ này vốn là hổ nuôi nhốt nên tỏ ra lười biếng và không thực hiện cảnh quay theo đúng kịch bản, nó không hề thấy hổ ló đầu ra khu sân trong lồng, chỉ đến lúc cho ăn, hổ thò ra ăn xong lại vội chui vào bên trong và nằm luôn trong đó. Đoàn làm phim quyết định chọn một chú hổ trong rạp xiếc của Đoàn xiếc Thượng Hải, vì những con hổ này đã được huấn luyện, tuy vậy con hổ này lại tỏ ra rất cảnh giác vì bối cảnh quay lạ lẫm và Đoàn làm phim luôn trong trạng thái căng thẳng vì chú hổ thay đổi tính nết mà trở nên hung hãn, đặc biệt khi môi trường của chúng lại trở nên khác lạ. Trong khi quay, người và hổ đối mặt một lúc, chú hổ đi quanh lồng xem xét một vòng và nhân thấy người trong lồng không có ác ý nên nó tỏ ra không đề phòng, cảnh giác, nó rướn người ngáp, nó ngồi xuống và thư thái gác đầu lên hai chân trước, dùng lưỡi liếm liếm nhẹ vào chân. Để phục vụ theo yêu cầu của cảnh quay trong phim, nhân viên huấn luyện hổ yêu cầu hổ đứng dậy cho quay phim ghi lại cảnh hổ đứng dậy đi lại.
Một bộ phim của điện ảnh Nga có tên Coi chừng, có động vật hoang dã trên tàu! (Chuyến tàu chở hổ) cũng có miêu tả về loài hổ trong đó chiếu về một đàn hổ được chở trên một chuyến tàu và có một sự cố xảy ra khi một chú khỉ nghịch ngợm đã lấy chìa khóa mở chuồng hổ. Đàn hổ bơi vào một bãi biển và gây kinh hoàng náo động cho những người đang tắm. Trong phim còn có một tiểu cảnh nhỏ mô tả cảnh đánh nhau giữa hổ và sư tử. Một bộ phim Thái Lan công chiếu năm 2002 có tựa đề: ไพรรีพินาศ ป่ามรณะ (Sab Suea) tên tiếng Anh: Tigress of the King River, phụ đề tiếng Việt: Hổ cái rừng thiêng có kể về một cô gái bị chết trong chiến tranh và đầu thai vào một con hổ cái thành tinh, sau này được một nhà sư cảm hóa ác tính.

Áp phích bộ phim Cuộc đời của Pi

Đặc biệt là bộ phim Cuộc đời của Pi được công chiếu năm 2012 của đạo diễn Lý An đã gây ấn tượng với hình ảnh con hổ Richard Parker một con hổ Bengal được xây dựng bằng công nghệ đồ họa tân tiến và hiện đại bậc nhất vào thời điểm đó tạo nên hiệu ứng về hình ảnh của con hổ tuyệt đẹp và sống động, Con hổ trong phim phần lớn là do sự sáng tạo kỳ diệu của kỹ thuật số CGI tiên tiến, kỹ thuật này tạo nên một sinh vật sống động như thật dựa trên tư liệu về hình ảnh và vật lý từ bốn chú hổ Bengal và được đánh giá là con hổ được tạo từ các kỹ xảo đồ họa máy tính thật nhất trong lịch sử. Và việc tạo hình chú hổ này là cả một quá trình công phu của êkip làm phim. Trong bộ phim có 23 cảnh quay với hổ thật và xen kẽ vào đó là hổ CG. Đoàn làm phim quay phim với con hổ thật trước trong khoảng 4,5 tiếng, phần khó nhất là khuôn mặt. Các chuyên gia đã thu thập tất những chi tiết quan trọng từ 4 chú hổ thật với 3 chú hổ ở Pháp và 1 ở Canada. Chú hổ đực tên King là mô hình chính để tạo dựng chú hổ Richard Parker, trong khi 2 hổ cái được sử dụng làm mô hình để tạo nên những hành động hung hãn của Parker. Còn trong những lúc Parker ngoan ngoãn hơn, như khi bị say sóng, thì các chuyên gia lại dựng mô hình theo chú hổ Canada.
Trong trò chơi điện tử Đấu trường đẫm máu (tên gốc tiếng Anh: Bloody Roar, tên tiếng Nhật: ブラッディロア (Nhật: Buraddi Roa ?) do công ty Hudson của Hoa Kỳ sản xuất và sau đó được hãng Konami của Nhật Bản phát triển trên hệ máy PS (Playstation) và XBox với nội dung là những trận đánh giữa những người hóa thú, trong đó hai nhân vật là Shin Long một cao thủ võ thuật và là một sát thủ khi biến hình (thú hóa) anh sẽ trở thành một con hổ Trung Hoa, sử dụng võ công truyền thống của Trung Hoa, với những đòn liên hoàn đẹp mắt từ tinh hoa của võ học Trung Hoa với những đòn thế liên quan đến động tác của loài hổ. Cũng trong trò chơi này, Long có một kẻ thù nguy hiểm là Shen Long (Thanh Long) cũng là một kẻ có khả năng thú hóa thành một con hổ trắng (chính xác là cọp xám) và cũng chính là bản sao của Long với cách đánh tương tự như Long nhưng lại sử dụng nhiều các chiêu thức của võ công đã cách tân (nhiều các đòn thế của võ đường phố).
Một bộ truyện tranh của Nhật Bản được lưu hành tại Việt Nam có tên Tiểu hòa thượng kể về chú tiểu Nhất Viên trong hành trình đi đi tìm 12 linh thú và dùng sức mạnh của linh thú kết hợp với sức mạnh 12 sao tà, 12 đệ tử của Tiên Đạo Môn để chống lại Kasa đang dần trở lại sau 500 năm để trừ họa cho thế gian cũng có kể về một nhân vật liên quan đến đó là Ác hổ Lý Sam, đại ca của băng Hổ đói anh này chính là một trong 12 linh thú và cầm tinh con hổ, sau khi được hướng dẫn, Lý Sam đã sang Ấn Độ để tìm vũ khí cho mình đó là Bóng hổ, một con hổ màu đen nhanh chập chờn và lợi hại. Điều thú vị là trong truyện này có kể về 12 linh thú (tượng trưng cho 12 con giáp), 12 sao tà (tượng trưng cho 12 cung hoàng đạo).